# Go
El go (围棋 —wéiqí— en chino) (囲碁 —igo— en japonés) (바둑 —baduk— en coreano) (cờ vây en vietnamita) es un juego de tablero de estrategia para dos personas, que se originó en China hace más de 2500 años. Fue considerado una de las cuatro artes esenciales de la antigüedad china. Los textos más antiguos que hacen referencia al go son las analectas de Confucio.
La dinámica del juego consiste en colocar, por turnos, piedras blancas y negras en las intersecciones del tablero. A cada jugador se le asigna un color antes de empezar (las negras inician la partida) y una vez puesta una piedra, no se puede mover. Sin embargo, es posible capturar una piedra o un conjunto de piedras y eliminarlas del tablero si están completamente rodeadas por el color opuesto. El objetivo del juego es controlar más del 50 % del área tablero, que consiste en una cuadrícula de 19×19. Para controlar un área es necesario crear un perímetro usando piedras de un mismo color.
A pesar de la aparente simplicidad de las reglas, el go es uno de los juegos más complejos que existen. En 2016, AlphaGo fue el primer programa de computador capaz de derrotar a un campeón mundial en go y este avance en el campo de la inteligencia artificial llegó casi 20 años después de que los grandes maestros de ajedrez fueran derrotados por programas como Deep Blue.
El go es muy popular en Asia Oriental, pero también ha ganado cierta popularidad en otras partes del mundo. Llegó a Europa a través de Japón, por lo cual se conoce principalmente como go, del japonés igo. A mediados de 2008, había más de 40 000 000 de jugadores de go en el mundo, la gran mayoría en Asia. La Federación Internacional de Go cuenta con 74 países miembros.

## Historia

### Origen en China

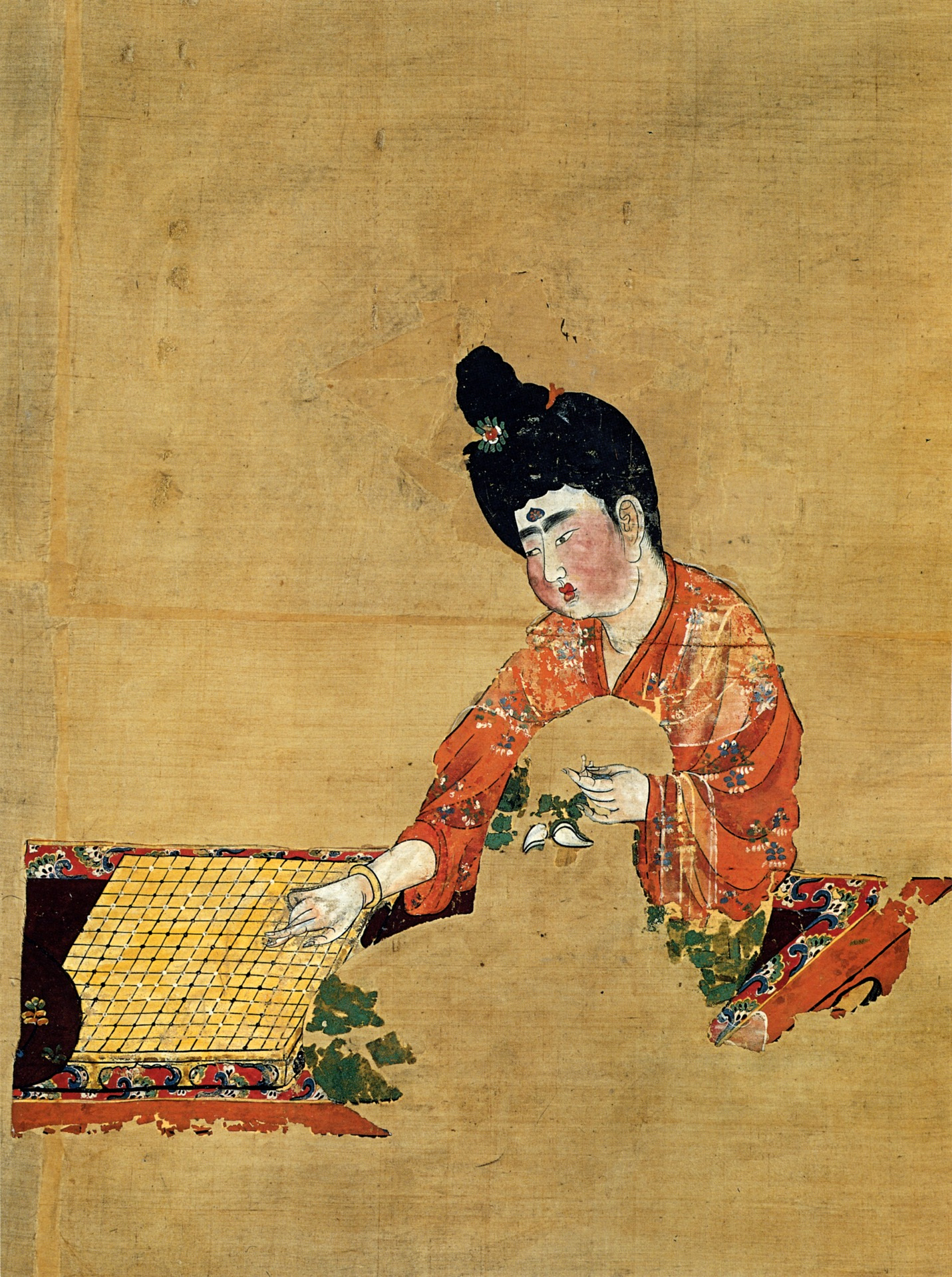
Mujer jugando al go (Dinastía Tang ca. 744), descubierta en las Tumbas de Astaná.

La referencia escrita más antigua que se conoce del juego es el Zuo Zhuan (siglo IV a. C.), que hace referencia a un evento histórico del año 548 a. C. También se le menciona en el Libro XVII de las Analectas de Confucio y en dos libros escritos por Mencio. En todos aquellos trabajos, el juego se menciona como yì (弈). Hoy se le conoce en China como weiqi (en chino tradicional, 圍棋; en chino simplificado, 围棋; pinyin, wéiqí; Wade-Giles, wei ch'i), literalmente el «juego de tablero de envolvimiento».
Originalmente, el go se jugaba sobre una cuadrícula de 17×17, pero durante la Dinastía Tang (618-907) se impuso el uso de la cuadrícula de 19×19. La leyenda "oficial" atribuye el origen del Weiqi al Emperador Yao (2337-2258 a. C.), quien solicitó a su consejero Shun que diseñara un juego que enseñara disciplina, concentración y equilibrio a su hijo Dazhu, quien se supone era desjuiciado. Otras teorías sugieren que el juego fue inventado por generales y jefes del ejército chino, quienes usaban piedras para señalar posiciones de ataque en mapas, o que los elementos usados actualmente para el juego fueron alguna vez usados para realizar lecturas de la suerte.
En China, fue considerado el juego preferido por la aristocracia, mientras que el xiangqi era el juego de las masas. El go era considerado una de las Cuatro Artes Tradicionales de los eruditos chinos, junto con la caligrafía, la pintura y la interpretación del instrumento musical guqin.

### Expansión a Corea y Japón
El go (weiqi) fue introducido en Corea entre los siglos V y VII d. C. y se volvió popular entre las clases altas del país. En Corea al juego se le denomina baduk (hangul: 바둑), que evolucionó en una variante llamada Sunjang baduk en el siglo XVI. El Sunjang baduk fue la versión que más se jugó en el país hasta finales del siglo XIX.
Probablemente el go se introdujo a Japón en el siglo VI d. C. donde recibe el nombre go (碁?) o igo (囲碁?). De acuerdo a los registros de la dinastía Sui, el go era uno de los tres principales pasatiempos de los japoneses del siglo VII, los otros eran el backgammon y las apuestas. Es posible que esta información llegara a través del embajador japonés en la capital del reino. Lo que hace posible que haya llegado durante el siglo VI o antes. Es probable que llegara a Japón a través de Corea.
Aunque se considera que el aristócrata Kibi no Makibi introdujo el juego en Japón. Kibi había sido comisionado por la hija del emperador Komu para regresar con lo mejor de la dinastía Tang, sin embargo, se sabe que ya existía desde antes como pasatiempo para los monjes budistas. Aun así el prestigio del go aumentó tras el regreso de Kibi no Makibi.

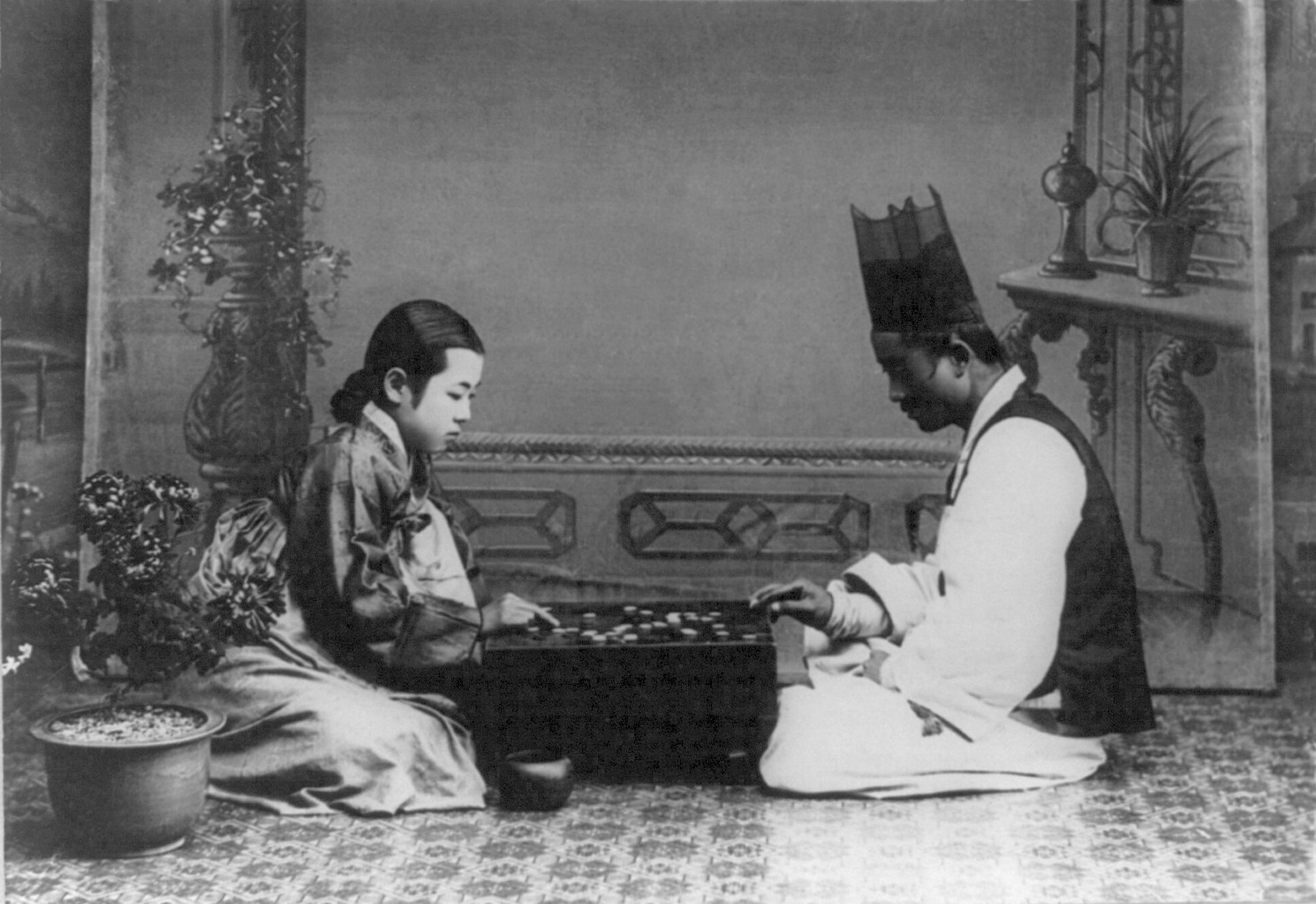
Jugadores coreanos, vestidos con trajes tradicionales, juegan una partida de go. La fotografía fue tomada entre 1910 y 1920.

El juego se volvió popular en la Corte Imperial Japonesa en el siglo VIII, y entre el público general en el siglo XIII. En 1603, Tokugawa Ieyasu volvió a establecer el gobierno nacional unificado de Japón. Ese mismo año, designó al mejor jugador japonés de ese entonces, un monje budista llamado Nikkai, en el puesto de godokoro (ministro de go). Nikkai tomó el nombre Honinbo Sansa y fundó la escuela Hon'inbō. Se fundaron otras escuelas poco después. Esos institutos de go, oficialmente reconocidos y subsidiados, contribuyeron enormemente a desarrollar el nivel de juego, e introdujeron el sistema de clasificación de jugadores Los jugadores de las cuatro escuelas competían en los juegos anuales de palacio, que se realizaban en presencia del shōgun.

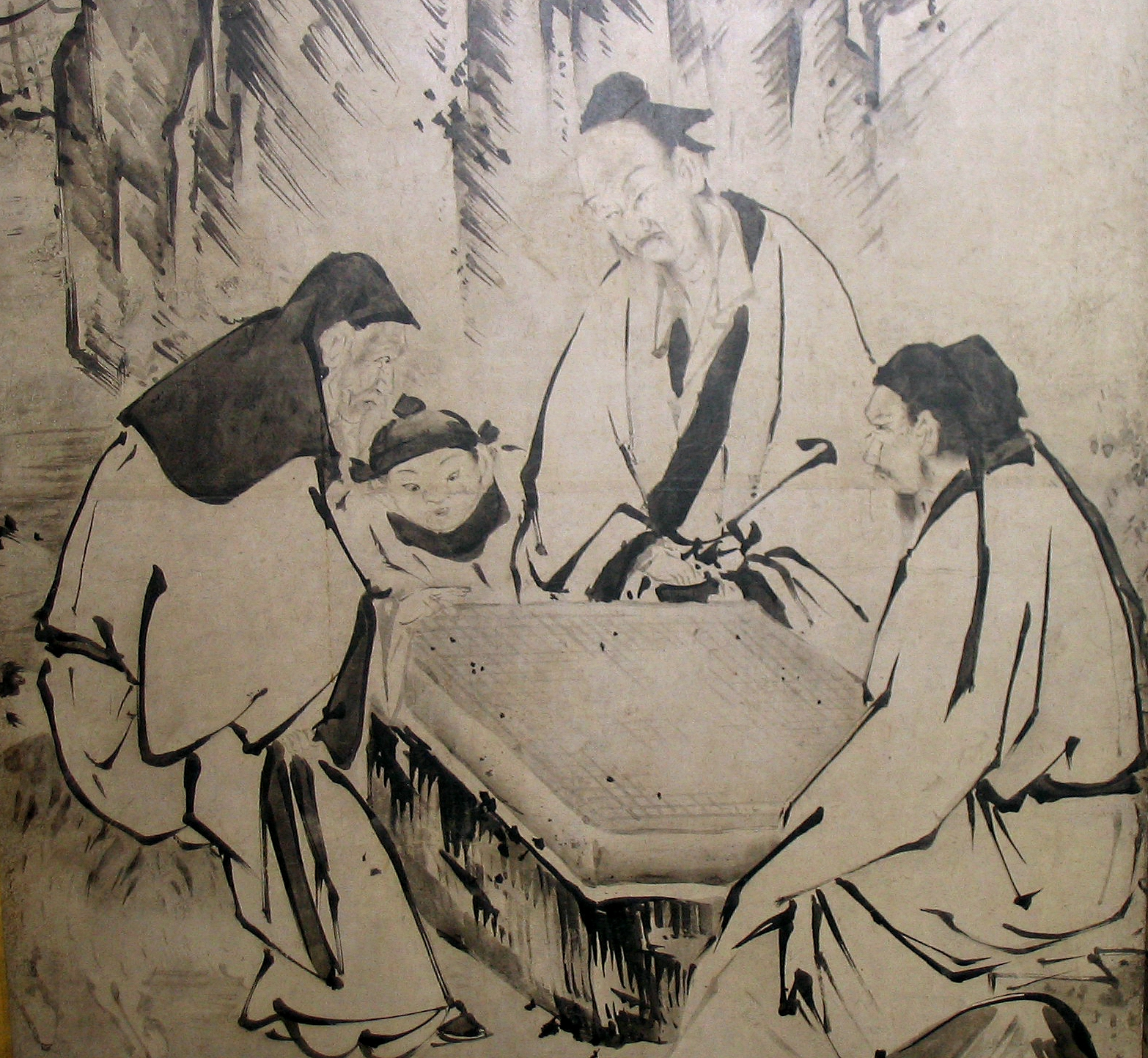
Partida de go durante el periodo Momoyama, Japón, siglo XVI.

### El juego en Europa
A pesar de su elevada popularidad en el este de Asia, el juego se ha introducido muy lentamente en el resto del mundo, a diferencia de otros juegos de origen asiático como el ajedrez. Aunque existen algunas menciones al juego en la literatura occidental a partir del siglo XVI, el go no empezó a volverse popular hasta finales del siglo XIX, cuando el científico alemán Oskar Korschelt escribió un tratado sobre el go. A comienzos del siglo XX, el go empezó a expandirse en el imperio alemán y el imperio austrohúngaro. En 1905, Edward Lasker aprendió a jugarlo mientras se encontraba en Berlín. Cuando se trasladó a Nueva York, Lasker fundó el New York Go Club junto a Arthur Smith (entre otros), que conocía el juego y había publicado el libro The Game of Go en 1908. El libro de Lasker, Go and Go-moku (1934) ayudó a popularizar el juego en Estados Unidos. En 1935 fue fundada la Asociación Americana de Go. Dos años después, en 1937, se creó la Asociación Alemana de Go.
La Segunda Guerra Mundial detuvo temporalmente la expansión del juego. Durante la mayor parte del siglo XX, la Asociación de go de Japón jugó un papel vital en la propagación del juego fuera de Asia al publicar la revista Go Review en los años 1960, establecer Centros de go en Estados Unidos, Europa y Sudamérica, y enviar maestros profesionales a realizar giras por diversas naciones occidentales.
En 1996, los astronautas Daniel T. Barry y Koichi Wakata se convirtieron en las primeras personas en jugar al go en el espacio. Ambos fueron condecorados con rangos de dan honoríficos por la Asociación de Go de Japón.
En 2008, la Federación Internacional de Go tenía un total de 71 países miembros. Se ha afirmado que 1 de cada 222 personas en el mundo juega al go.
En Japón el juego se ha revitalizado recientemente gracias a la influencia del manga y anime Hikaru no Go.

## Introducción al go

Primeras 60 jugadas de una partida de Go animada. Esta partida se dirige rápidamente hacia una pelea complicada en la esquina izquierda inferior. (Clickear en el tablero para iniciar la partida en una pantalla más grande).

El go es un juego de estrategia en que dos jugadores (adversarios) luchan con el objetivo de lograr controlar un mayor territorio que el oponente. Mientras el juego progresa, cada jugador coloca piedras en el tablero, tratando de formar territorios. Las áreas se disputan en una lucha entre las piedras opuestas (blancas y negras), en general muy compleja, cuyo resultado puede ser la expansión, reducción o pérdida del área en cuestión.
Las partidas de go generalmente están llenas de posibilidades de "cambios", en los que la ganancia de un jugador en una parte del tablero puede ser una desventaja en otra parte. Inversamente, la pérdida en una parte del tablero puede compensarse o mitigarse con una ganancia en otra parte. Es frecuente que un jugador pueda forzosamente ganar una ventaja local con el resultado de una pérdida a mayor escala. Todas estas posibilidades de "cambios" constituyen mucha de la complejidad estratégica del go. La mayoría de las jugadas puede tener numerosas ventajas e inconvenientes de naturaleza sutil.

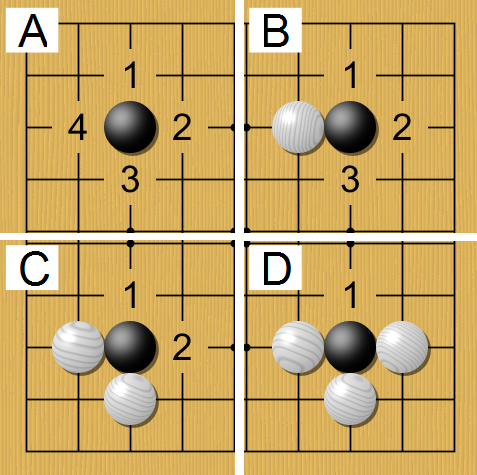
Las cuatro libertades (puntos adyacentes vacíos) de una sola piedra negra (A), mientras las Blancas reducen dichas libertades una por una (B, C, y D). Cuando a las negras les queda solo una libertad (D), se dice que dicha piedra está en "atari". Las blancas puede capturar dicha piedra (quitarla del tablero) al jugar en su única libertad (en D-1).

Un principio básico del go es que las piedras deben tener al menos una "libertad" (Chino: 氣) para quedarse en el tablero. Una "libertad" es un "punto" abierto (intersección) próximo a una piedra. Una libertad encerrada se llama "ojo" (Chino: 眼), y un grupo de piedras con al menos dos ojos separados se dice que está incondicionalmente "vivo". Dicho grupo no puede ser capturado, incluso si está rodeado por piedras enemigas. Piedras "muertas" son piedras que están rodeadas y forman un grupo con una mala forma (uno o ningún ojo), y por tanto no pueden resistir una eventual captura.
La estrategia general del go es expandir el territorio de uno cuando sea posible, atacar los puntos débiles del oponente (grupos que posiblemente puedan matarse), y siempre ser consciente del "estado de vida" de los propios grupos. Las libertades de los grupos son contables. Situaciones donde dos grupos opuestos deben capturarse el uno al otro para poder vivir se llaman "carrera de captura" ('semeai' [攻め合い] en japonés). En una carrera de captura, el grupo con mayores libertades (y/o mejor forma) terminará siendo capaz de capturar las piezas del oponente. Las carreras de capturas y las cuestiones de vida y muerte son ejemplos de la complejidad y desafíos del Go.
La partida termina cuando ambos jugadores pasan, y lo hacen cuando no hay más jugadas rentables por hacer. Entonces, se puntúa: el jugador con el mayor número de puntos controlados (rodeados), teniendo en cuenta el número de piedras capturadas y el komi, gana la partida. Las partidas también pueden ganarse por resignación, por ejemplo cuando un jugador ha perdido un gran número de piedras.

### Otras consideraciones
En la apertura de la partida, los jugadores típicamente establecen posiciones (o "bases") en las esquinas o alrededor de los bordes del tablero. Estas bases rápidamente ayudan a desarrollar fuertes formas que puedan tener opciones de vivir (imposibilidad de ser capturadas y eliminadas del tablero) y establecer formaciones para territorios potenciales. Los jugadores usualmente empiezan por las esquinas, puesto que es más eficiente para dar vida a un grupo, y establecer territorio con la ayuda de los dos bordes del tablero. Las formaciones ya establecidas en las esquinas durante la apertura se llaman "joseki" (japonés: 定石) or "jungsuk" (en coreano) y son generalmente estudiadas independientemente.
Los puntos neutros (“dame”, japonés: 駄目) son puntos que se encuentran entre las paredes límites de las blancas y negras, y por tanto son considerados de valor nulo para cualquiera de los partes. "Seki" (chino: 共活) son pares de grupos blancos y negros mutuamente vivos, en los cuales ninguno tiene dos ojos. "Ko" (chino y japonés: 劫) es una situación en la que las piedras pueden ser capturadas y recapturadas, repitiendo en cada captura la posición anterior. Esto implicaría una repetición infinita de la posición, sin ningún progreso en la partida. Por eso, las reglas del Go prohíben esta repetición infinita de la posición, forzando a realizar otra jugada antes de la recaptura que origina al ko. Esta compleja lucha se denomina "Pelea de ko" (o "luchas de ko"); algunas pueden decidir la vida de largos grupos, mientras que otras solo pueden valer uno o dos puntos. Algunas peleas de ko se denominan "pincin kos" cuando solo una parte tiene mucho que perder.
Jugar con otros usualmente requiere conocer el nivel de cada jugador, indicado por su ranking (30kyu→1kyu|1dan→6dan|1dan pro→9dan pro). Si hay diferencia de ranking se pueden utilizar «Hándicap»: las negras pueden colocar dos o más piedras en el tablero para compensar el nivel de las blancas. Hay diferentes tipos de reglas (japonesas, chinas, AGA, etc.), prácticamente equivalentes, salvo por ciertos casos específicos.

## Características básicas
El go se juega sobre un tablero (碁盤 goban en japonés) que es una cuadrícula de 19 líneas verticales por 19 horizontales, formando 361 intersecciones. Los novatos suelen jugar en tableros más pequeños de 13×13 o de 9×9, sin otros cambios en las reglas de juego. Sobre las intersecciones se colocan alternativamente las piedras (碁石 go ishi), que son negras o blancas.

## Equipo

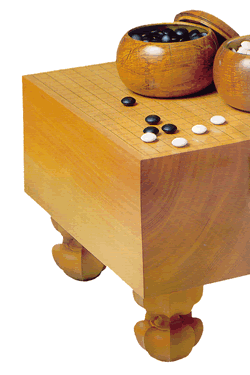
Un set tradicional japonés, compuesto de un tablero de suelo, dos tazones y piedras blancas y negras.

### Tablero
El tablero de juego —comúnmente llamado goban, por su nombre en japonés— mide generalmente entre 45 y 48 cm de largo y 42 y 44 cm de ancho. Los tableros chinos son ligeramente más grandes, debido a que las piedras chinas son también ligeramente más grandes. El tablero no es cuadrado: hay una relación 15:14 entre largo y ancho. Hay dos tipos principales de tablero: el de mesa, similar al utilizado en otros juegos como el ajedrez, y el de suelo, que se ubica directamente en el suelo, ya que dispone de su propia base.

### Piedras
Usualmente, un juego completo de piedras de go (goishi) está formado por 181 piedras negras y 180 blancas. Dado que una cuadrícula de 19×19 tiene 361 puntos, hay suficientes piedras para cubrir todo el tablero. Hay una piedra negra de más porque ese jugador mueve primero. Hay dos tipos principales de piedras: convexas, en las que uno de los lados es plano, y biconvexas, en las que ambos lados tienen una curvatura similar. Cada tipo tiene ventajas y desventajas: las piedras convexas, puestas con el lado plano hacia el tablero, son menos proclives a moverse de posición si se mueve el tablero. Adicionalmente, durante el análisis posterior al juego, los jugadores pueden probar variaciones poniendo las piedras al revés, lo que facilita recordar las posiciones originales. Por otro lado, al finalizar la partida es más fácil retirar del tablero las piedras biconvexas.
Las piedras tradicionales japonesas son biconvexas, fabricadas de concha de almeja (blancas) y pizarra (negras). La pizarra clásica utilizada se extraía en la Prefectura de Wakayama y las conchas eran de almejas Hamaguri. Sin embargo, debido a la escasez de este tipo de almeja en Japón, frecuentemente las piedras se fabrican con conchas cultivadas en México. Históricamente, las piedras más valiosas eran de jade, y generalmente se ofrecían como regalo al emperador.

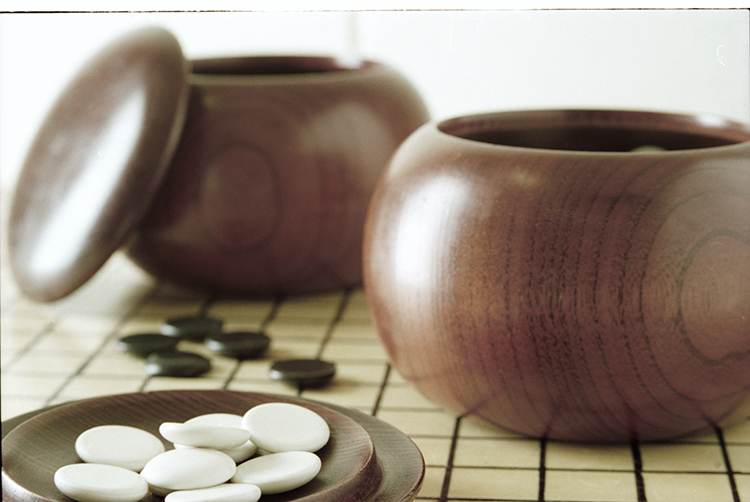
Un ejemplo de piedras convexas y tazones Go Seigen. Esas piedras en particular están hechas de Yunzi, y los tazones, de madera de azufaifo.

En China, normalmente se juega con piedras convexas fabricadas mediante la sinterización de un compuesto llamado yunzi. El material proviene de la provincia de Yunnan, y su composición exacta es secreta. El material es apreciado por sus colores, su agradable sonido al tocar el tablero y su bajo costo, comparado con otros materiales como pizarra y concha.
Las piedras tradicionales se fabrican de modo que las negras sean ligeramente más grandes que las blancas, para contrarrestar una ilusión óptica creada por el contraste de colores que hace que las blancas se vean sobre el tablero ligeramente más grandes que las negras.

### Tazones
Los tazones para las piedras tienen forma de esfera achatada. Generalmente, la tapa se voltea al inicio de cada juego, para poner allí las piedras capturadas durante la partida. Los tazones chinos son ligeramente más grandes y redondeados, un estilo conocido en Japón como Go Seigen. Los tazones japoneses Kitani tienden a tener una forma más cercana a lo que es una copa de brandy.
Generalmente, los tazones están hechos de madera torneada. La madera de palisandro es el material tradicional para hacer los tazones japoneses, pero es muy cara; la madera de azufaifo Chino es un sustituto común. Otros materiales comunes para la fabricación de tazones chinos incluyen madera lacada, cerámica, piedra y paja tejida o ratán.
Los nombres dados a los estilos de tazón, Go Seigen y Kitani, rinden homenaje a dos jugadores profesionales de go del siglo XX, de nacionalidad china y japonesa, respectivamente, a quienes se hace referencia como los "padres del go moderno".

### Técnica de juego y etiqueta

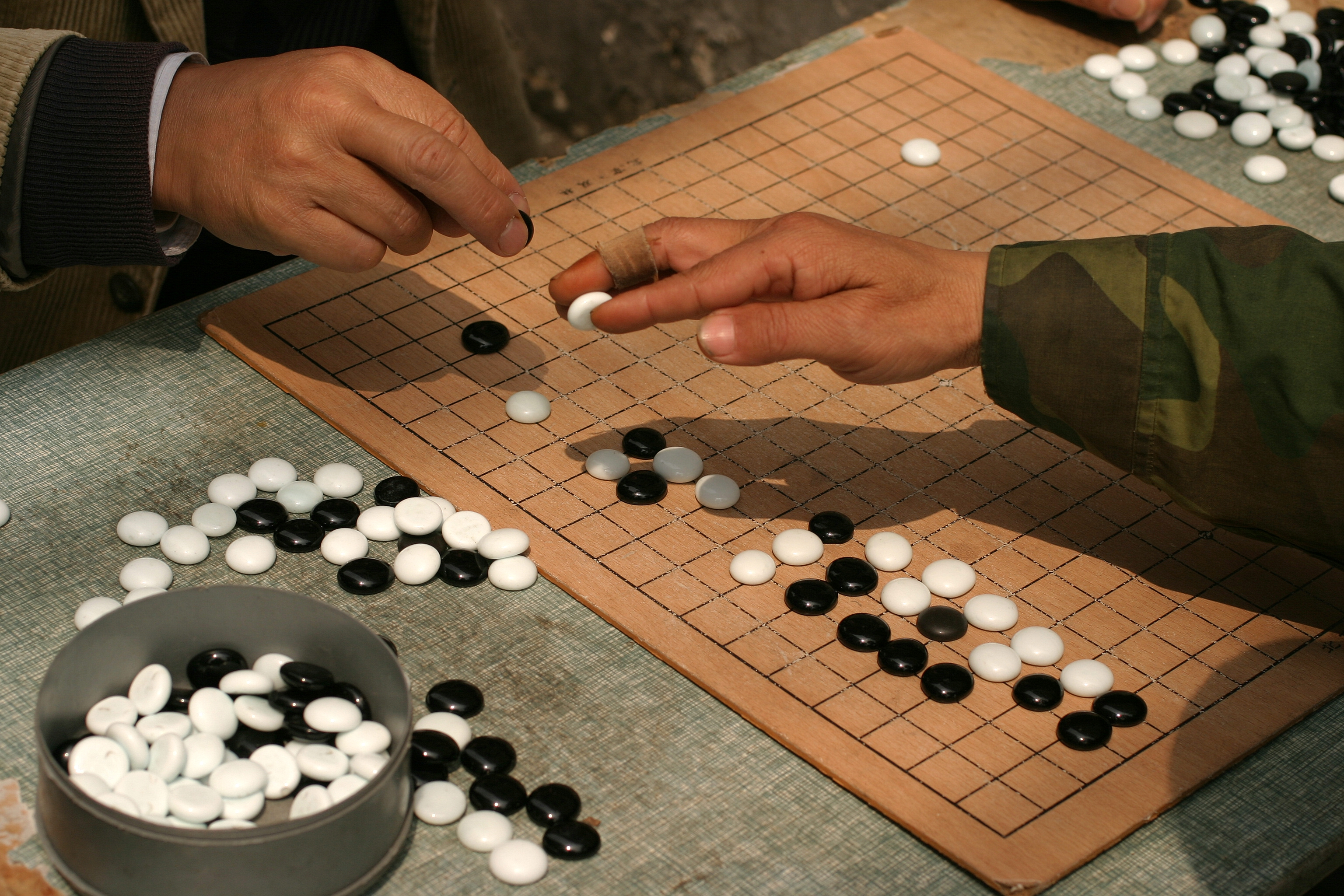
Jugadores de go en Shanghái demostrando la tradicional técnica de cómo sostener una piedra.

La forma tradicional de colocar una piedra de go es primero tomar una del tazón, agarrándola entre los dedos índice y medio, con el dedo del medio arriba, y luego colocándola directamente en el lugar de intersección deseado. También se puede colocar una piedra en el tablero y luego deslizarla a su posición bajo apropiadas circunstancias (si no se mueve ninguna otra piedra). Se considera respetuoso hacia las blancas que el negro coloque la primera piedra en el extremo superior derecho. (Por la simetría, esto no afecta el resultado del juego).
Se considera de mala educación golpear con los dedos el propio tazón con piedras sin jugar, puesto que el sonido puede molestar al otro oponente. Tampoco se recomienda golpear piedras con otras piedras, en el tablero, en la mesa o el piso. De todos modos, se permite enfatizar ciertas jugadas al golpear el tablero con la piedra más fuerte de lo normal, produciendo entonces un agudo "clack" en el tablero.

### Control de tiempo
La duración de una partida de go puede controlarse mediante un reloj de juego. Formalmente, la regulación de la duración se introdujo en partidas profesionales en la década de 1920 y fue polémica. Los aplazamientos comenzaron a regularse en la década de 1930. Los torneos de go utilizan diversos sistemas de control de tiempo. Todos los sistemas establecen un único período de tiempo principal para cada jugador, pero varían en los protocolos para las continuaciones (en el tiempo suplementario) cuando un jugador ha terminado su tiempo permitido. El sistema de tiempo más usado es el denominado byoyomi. Las partidas profesionales de go cuentan con personas que regulan el tiempo para que los jugadores no deban estar presionando sus propios relojes.
Dos variantes del sistema byoyomi muy usadas son:
- Byoyomi estándar: cuando se consume el tiempo principal, un jugador tiene cierto número de periodos de tiempo (típicamente alrededor de 30 segundos). Después de cada jugada, se resta el tiempo que el jugador usó (usualmente cero). Por ejemplo, si un jugador tiene tres periodos de 30 segundos y se toma 30 o más (pero menos que 60) segundos en hacer una jugada, entonces pierde un periodo de tiempo. Con 60–89 segundos, pierde dos periodos de tiempo, y así sucesivamente. En cambio, si se toma menos de 30 segundos, el temporizador simplemente reinicia sin ninguna substracción de periodos. Usar el último periodo significa que el jugador ha perdido por tiempo.
- Byoyomi canadiense: Después de utilizar los tres tiempos principales, un jugador debe realizar un cierto número de jugadas dentro de cierto periodo de tiempo, como 20 jugadas en 5 minutos.[60] Si el control de tiempo expira sin el número requerido de piedras jugadas, entonces el jugador pierde por tiempo.[61]

### Notación y registro de partidas
Las partidas de go se registran usando un simple sistema de coordenadas. Es comparable a la notación algebraica en ajedrez, excepto que en go las piedras no se mueven y por tanto requieren solo una coordenada por turno. Los sistemas de coordenadas incluyen los numéricos (por ej., punto 4-4), híbridos (K3) y puramente alfabéticos. El Smart Game Format (archivos de extensión «.sgf») usa un sistema alfabético, pero la mayoría de editores representa el tablero con coordenadas híbridas, reduciendo así la confusión. La palabra japonesa kifu se refiere a veces a un registro de partida.

## Juego competitivo

### Clasificación de los jugadores

Tres jugadores profesionales de go observan a algunos jugadores aficionados, mientras estos analizan un problema de vida y muerte en la esquina del tablero, en el US Go Congress de 2003.

En go, el rango de un jugador indica su habilidad en el juego. Tradicionalmente, los rangos se miden mediante un sistema de grados de kyu y dan, un sistema que también ha sido adoptado por diversas artes marciales. Recientemente, se han adaptado al go sistemas matemáticos de calificación similares al Elo. Frecuentemente, estos sistemas ofrecen un mecanismo para calcular el equivalente en kyu o dan.
Los grados de kyu (abreviados k) se consideran grados de estudiante. Su número disminuye a medida que el nivel de juego aumenta, de modo que el 1.er kyu es el grado de kyu más alto. Los grados de dan (abreviados d) se consideran grados de maestro, y se incrementan de 1.er a 7.º dan. Los jugadores profesionales obtienen un grado especial de dan, el profesional (abreviado p), cuyo máximo es el 9.º dan.
Cuando se juegan partidas con hándicap, un grado de diferencia equivale a una piedra de ventaja para el jugador más débil. Para los grados profesionales, tres grados de diferencia equivalen a una piedra.

### Reglamentos de competición
Los reglamentos que se aplican durante torneos y competiciones de go tienen que manejar factores que puedan influir el desarrollo de las partidas, pero que no forman parte del reglamento del juego. Las reglas pueden diferir entre eventos. Algunas de las reglas que pueden influir el juego son los puntos de compensación (komi), el uso del hándicap y el control del tiempo.
Generalmente, los torneos de go utilizan sistemas de clasificación como el McMahon, el suizo, el de liga y el de eliminación directa. Particularmente, combinan varios sistemas, como los de liga y eliminación directa.
Los reglamentos de torneo también pueden tener en cuenta detalles como los puntos de compensación y la aplicación de la regla del superko. Los puntos de compensación, llamados komi, compensan al segundo jugador por la ventaja del movimiento inicial de su oponente. Los torneos comúnmente utilizan una compensación de entre 5 y 8 puntos, más medio punto adicional para prevenir empates. El superko, por su parte, evita que una partida pueda quedar atrapada indefinidamente en un mismo patrón de jugadas. La regla del ko impide que un movimiento haga que el tablero vuelva a la posición inmediatamente anterior. Sin embargo, existen posiciones más complejas que causan que una posición se repita después de varias jugadas. Para prevenirlo, la regla del ko puede ampliarse para que impida repetir cualquier posición previa.

### Jugadores

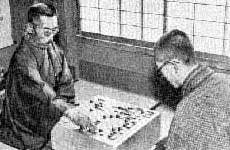
Honinbō Shūsai (izquierda), último jefe de la casa Honinbo, juega contra Go Seigen. La partida fue llamada "El juego del siglo".

A pesar de que el juego se desarrolló en China, la creación de las cuatro escuelas de go por Tokugawa Ieyasu al iniciar el siglo XVII trasladó el foco principal del mundo del go a Japón. El patrocinio del Estado, el permiso dado a los jugadores de dedicarse a tiempo completo a estudiar el juego y las duras competiciones entre casas incrementaron significativamente el nivel de juego. Durante este período, el mejor jugador de su generación recibía el prestigioso título de meijin (maestro) y el puesto de  godokoro (ministro de go). Además, tres jugadores recibieron el título de kisei (santo del go): Dosaku, Jowa y Shusaku, todos ellos de la casa Honinbo.
Tras el fin del shogunato Tokugawa y el periodo de restauración Meiji, las casas de go desaparecieron lentamente. En 1924, se constituyó la Asociación Japonesa de Go. Frecuentemente, los jugadores de este periodo se enfrentaban en competiciones patrocinadas por periódicos, de 2 a 10 partidas cada una. Destacan Go Seigen, que obtuvo una puntuación del 80%, y Minoru Kitani, que dominó las partidas a principios de los años 1930. Ambos jugadores son también reconocidos por su trabajo en la nueva teoría de apertura de Go (Shinfuseki).
Durante gran parte del siglo XX, el go siguió dominado por jugadores entrenados en Japón. Entre los nombres notables están Eio Sakata, Rin Kaiho (nacido en China), Masao Kato, Koichi Kobayashi y Cho Chikun (nacido Cho ch'i-hun, Corea del Sur). Usualmente, los mejores jugadores chinos y coreanos se desplazaban a Japón, porque el nivel de juego era alto y el financiamiento mejor. Uno de los primeros jugadores coreanos en hacerlo fue Cho Namchul, que estudió con el Kitani Dojo 1937-1944. Después de su retorno a Corea, se creó el Hanguk Kiwon (Asociación coreana de Baduk), lo que mejoró significativamente el nivel de juego en Corea en la segunda mitad del siglo XX. En China, el juego declinó durante la Revolución Cultural (1966-1976), pero pronto se recuperó en el último cuarto del siglo XX, dando lugar a jugadores chinos como Niew Weiping y Ma Xiaochun, a la par de sus contemporáneos japoneses y coreanos. La Asociación China de Weiqui (hoy en día parte de China Qiyuan) se creó en 1962. Los grados profesionales dan empezaron a usarse en 1982.

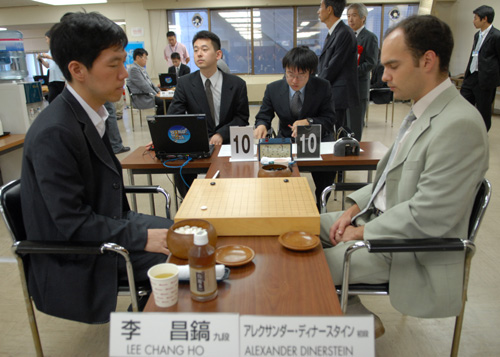
El coreano Lee Chang-ho, considerado por muchos como uno de los mejores jugadores modernos de go, juega contra el ruso Alexandre Dinerchtein, siete veces Campeón Europeo y uno de los pocos jugadores de Occidente en lograr un estatus profesional.

A partir del 1989, con la llegada de los títulos internacionales mayores, se pudo comparar con mayor precisión el nivel de los jugadores de diferentes países. Jugadores coreanos tales como Lee Chang-ho, Cho Hunhyun, Lee Sedol y Yoo Changhyuk dominaron internacionalmente el go y ganaron muchos títulos. Muchos jugadores chinos también ascendieron a la cima en el go internacional, especialmente Ma Xiaochun, Chang Hao y Gu Li.
Históricamente, como en la mayoría de los deportes y juegos, han jugado al go más hombres que mujeres. Existen torneos especiales para mujeres, pero solo recientemente los hombres y las mujeres compiten juntos en los niveles más altos. De todas formas, la creación de un nuevo torneo abierto y el ascenso de fuertes jugadoras, más notablemente Rui Naiwei, han destacado la fuerza y la competitividad de las jugadoras emergentes.
El nivel en otros países ha sido tradicionalmente mucho más bajo, excepto por algunos jugadores que obtuvieron preparación profesional entrenando en Asia. Alrededor del 1970, Hasta el siglo XX, el conocimiento del juego ha sido escaso. Un jugador famoso de la década de 1920 fue Edward Lasker. No fue hasta la década de 1950 que unos pocos jugadores occidentales se tomaron el juego como algo más que un pasatiempo interesante. En 1978, Manfred Wimmer se convirtió en el primer occidental en recibir un certificado de jugador profesional de la asociación profesional de go de Asia. En el 2000, el estadounidense Michael Redmond finalmente obtuvo el máximo ranking 9 dan otorgado por la asociación de go de Asia. En el 2008, solo nueve jugadores no asiáticos de go habían alcanzado el estatus profesional de asociaciones asiáticas.

## Reglas del go

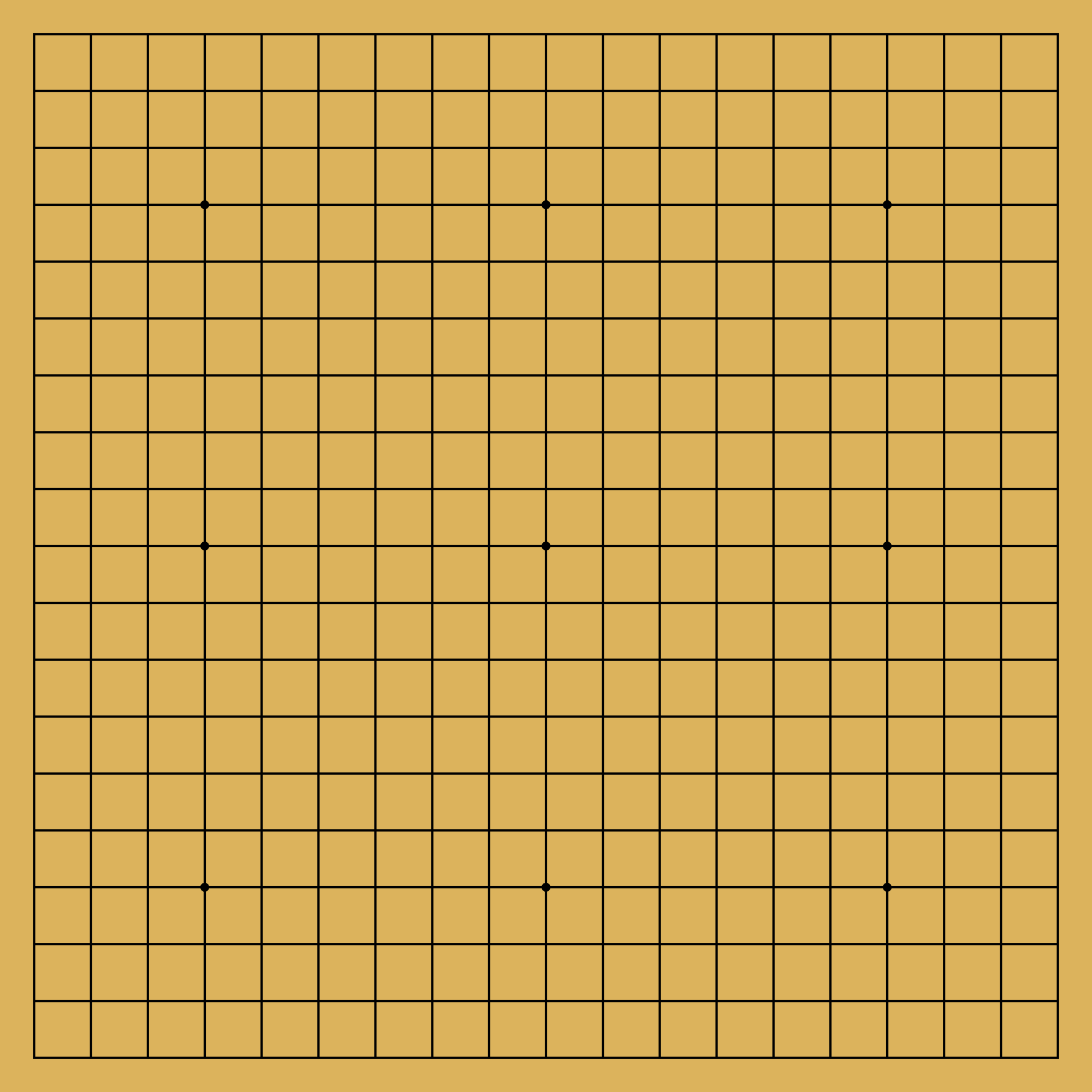
La partida se inicia con un tablero vacío de 19×19 intersecciones.

### Inicio de la partida
Al inicio de la partida el tablero está vacío. Las Negras juegan primero. Después ambos jugadores juegan alternadamente. Una jugada consiste en poner una piedra en una intersección vacía. En general, el jugador más fuerte juega con blancas, puesto que las negras tiene la ventaja de iniciar primero.
Las intersecciones 4D, 4J, 4P, 10D, 10P, 16D, 16J y 16P se llaman hoshi (estrella). La central 10J se llama tengen (origen del cielo).

### Captura

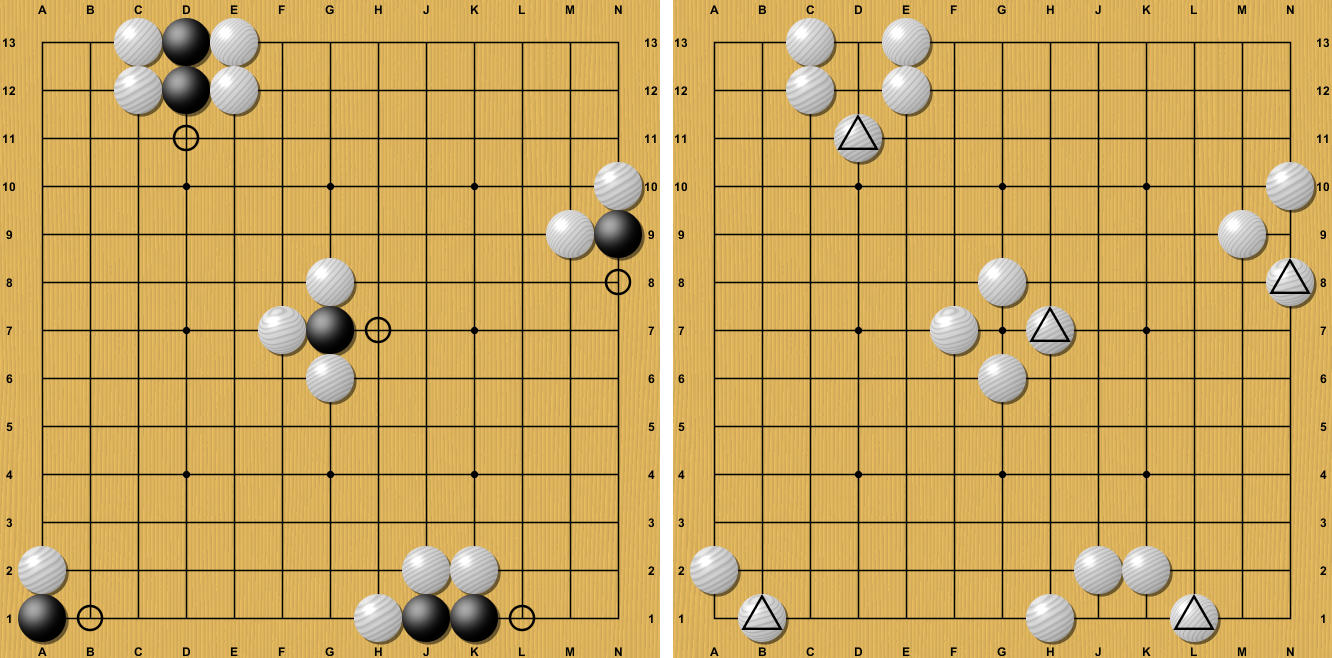
Todas las piedras negras están en atari. Las blancas pueden capturar las piedras negras.

Cuando un jugador hace una jugada que priva de su última libertad a una piedra o formación del oponente, debe sacar las piedras rodeadas del tablero y guardarlas separadamente hasta el final de la partida.
Las piedras o formaciones que solo poseen una libertad (y por tanto pueden ser capturadas a la siguiente jugada) se dicen que están en atari. Las piedras capturadas se denominan "prisioneras", y es importante tenerlas en cuenta puesto que cuentan al realizar la puntuación de territorio al final de la partida.
En los ejemplos se usará, siempre que sea posible, un tamaño de tablero reducido de 9×9, usado normalmente para enseñar a los principiantes.
Las figuras de arriba muestran el antes y el después de las capturas. Se pueden ver ejemplos de captura en el centro del tablero, en los bordes y en la esquina. El jugador que capturó se queda con las piedras del adversario para contabilizarlas al final de la partida.

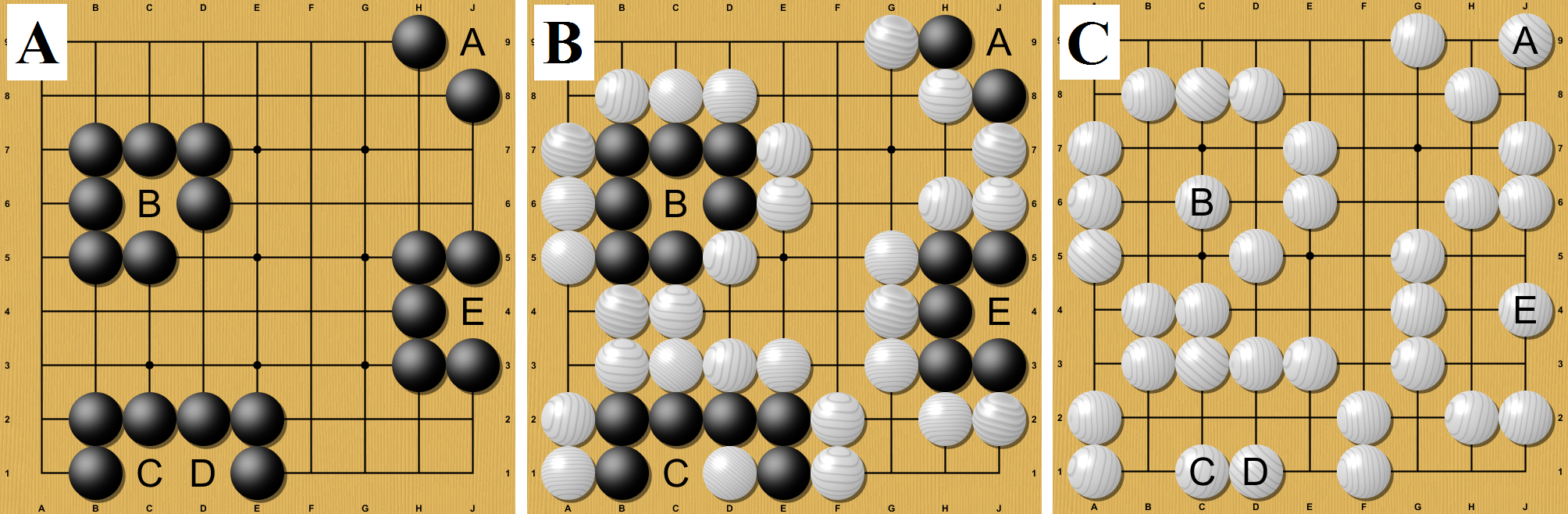
(A) Blanco no puede mover a A, B o E pues sería suicidio. Sin embargo, C y D serían malos movimientos, aunque legales. (B) Blanco puede mover a A, B, C o E porque ha rodeado completamente al enemigo. (C) Blanco captura las piedras enemigas.

### Suicidio
No se permite hacer una jugada ocupando una posición libre en el interior de una formación enemiga (suicidio), a no ser que esta jugada capture piedras enemigas.
Si la formación que uno quiere capturar está rodeada, entonces se puede jugar en su interior, si al hacerlo gana dicha formación.

Situación de ko. Negro juega (1) y captura una piedra blanca. En su turno, Blanco no puede capturar la piedra negra 1 porque devolvería el tablero a la posición anterior, por lo que juega en otro lugar (2). Negro elige no rellenar, sino juega (3). Esta vez, Blanco puede jugar (4) y capturar la piedra negra 1, sin que se repita la posición anterior. La posición final es una nueva situación de 'ko'

### Regla del ko
Se denomina ko a una formación especial en la que blancas y negras pueden capturase unas a otras indefinidamente. Esto daría lugar a una repetición infinita de la posición en el tablero, sin ningún progreso en la partida. La regla del ko existe para prohibir este ciclo infinito.
La regla del ko establece que si un jugador captura una piedra en situación de ko ("infinitud" en japonés), el otro jugador no puede recapturar inmediatamente. Ha de hacer otra jugada antes de recapturar. Esto permite que la recaptura tenga lugar sin que haya una repetición de la posición anterior. Se trata de evitar que las posiciones de las piedras en el tablero sean idénticas en dos turnos diferentes.
La regla del ko es un componente importante de la estrategia y táctica del go. La lucha por las formaciones en un ko se llaman "peleas de ko" ("ko fight" en inglés). Esta lucha puede decidir la pérdida de una o dos piedras, o la de un territorio de más de 20 puntos.
Por ello, el estudio del ko es fundamental en el go.

### Pasar el turno
En lugar de poner una piedra, un jugador puede pasar (perder un turno). Pasar un turno casi nunca es buena idea, puesto que da al oponente una jugada libre.
Solo es bueno pasar de turno al final de la partida, cuando los territorios ya están definidos y no hay jugadas por hacer. Cuando los dos jugadores pasan consecutivamente, se acaba la partida.

### Komi
Puesto que las negras tienen la ventaja de realizar la primera jugada, en el siglo XX se introdujo la idea de otorgar alguna compensación a las blancas. Esta ventaja se denomina komi. En las reglas japonesas, consiste en dar 6,5 puntos de compensación a las blancas (el número de puntos varía según el tipo de reglas). Si hay una piedra (ranking) de diferencia en el nivel de los jugadores, el jugador más fuerte toma las blancas, y solo puede recibir 0,5 puntos de komi, para impedir un posible empate ("jigo"). En un juego con dos o más piedras de hándicap, las blancas también podrían obtener 0,5 puntos de komi para impedir el empate, pero es más común que no haya komi en dichos casos.

### Vida y muerte

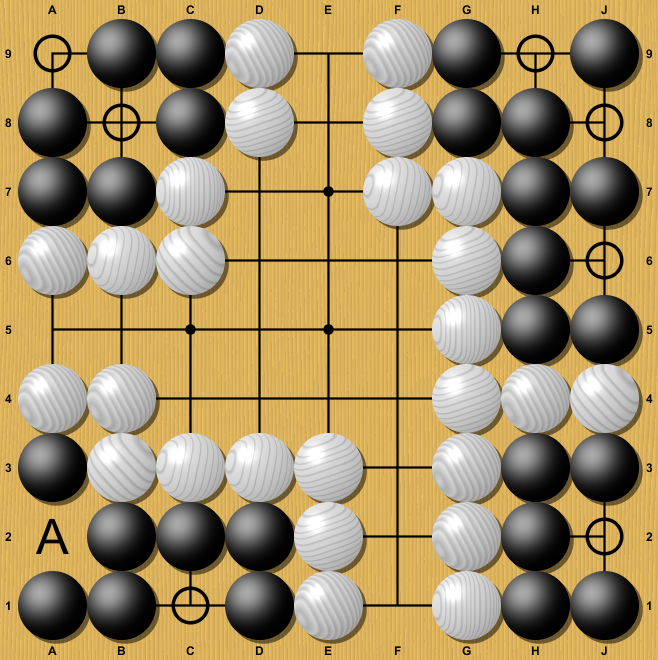
Ejemplos de ojos (marcados). El grupo de negras en la parte superior del tablero están vivas, puesto que tienen dos ojos. El grupo de negras en la parte inferior están muertas, puesto que tienen solo un ojo. El punto marcado A es un ojo falso.

Aunque no se menciona en las reglas del go (al menos no en las más simples), el concepto de vida de un grupo de piedras es necesario para la comprensión práctica del juego.
Cuando un grupo de piedras está casi rodeado y no tiene opciones de conectarse con otras piedras amigas, el estatus de tal grupo es vivo, muerto o inestable. Un grupo de piedras se dice que está vivo si no puede ser capturado, incluso si el oponente mueve primero. Al revés, un grupo de piedras se dice que está muerto si no puede evitar ser capturado, incluso si mueve primero a quién pertenece el grupo. En cualquier otro caso, el grupo se dice que es inestable: en tal situación, el jugador que mueve primero podría ser capaz de hacer vivir el grupo (si es suyo), o de matarlo (si es del oponente).
Para vivir, un grupo debe ser capaz de crear al menos dos ojos si es amenazado. Un ojo es un punto vacío que está rodeado por piedras propias; el oponente no puede jugar en el ojo puesto que violaría la regla del suicidio. Si existen dos ojos, el oponente nunca puede capturar el grupo de piedras, puesto que este siempre tendrá al menos dos libertades. Un ojo no es suficiente para vivir, ya que un punto que normalmente sería imposible jugar por el suicidio, puede jugarse si las piedras que rodean al ojo están completamente rodeadas por piedras enemigas. En el diagrama de "Ejemplos de ojos", todos los puntos con círculos son ojos. Los dos grupos de piedras negras en la esquina superior están vivos, pero el punto vacío rodeado A no es un ojo. Blanco puede jugar ahí y tomar una piedra negra. Este punto se suele llamar falso ojo.

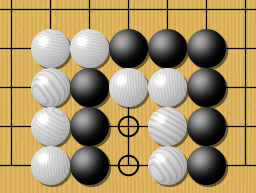
Ejemplo de seki (vida mutua). Ni Negro ni Blanco pueden jugar en los puntos marcados sin reducir sus propias libertades y por tanto ser capturados.

### Seki (vida mutua)
Hay una excepción al requerimiento de que un grupo debe tener dos ojos para vivir: se llama 'seki' (o vida mutua). Cuando dos grupos opuestos están adyacentes y comparten libertades, la situación puede llegar a una posición en la que ninguno de los jugadores desea mover primero, porque al hacerlo permitiría ser capturado por el oponente. Por tanto, en estas situaciones las piedras de ambos jugadores permanecen en el tablero en un estado de vida mutua o "seki". Ningún jugador recibe punto alguno por dicho grupo (estos puntos son "neutros"), pero al menos se mantiene vivos, en vez de ser capturados.
Seki puede ocurrir en muchas formas. Las más simples son: (1) cada jugador tiene un grupo sin ojos y comparten dos libertades, y (2) cada jugador tiene un grupo con un ojo y comparten una libertad más. En el diagrama "Ejemplo de seki (vida mutua)", los puntos con círculos son libertades compartidas por los grupos blancos y negros. Ningún jugador quiere jugar en uno de los puntos con círculos, porque al hacerlo permitiría ser capturado por el oponente. Todos los otros grupos en este ejemplo, tanto blancos como negros, están vivos con al menos dos ojos. Seki es inusual, pero puede resultar de un intento de un jugador por invadir y matar a un grupo de otro jugador.

### Final de la partida
Una vez finalizada la partida, se retiran las piedras muertas de cada bando añadiéndolas a las capturadas. Se conocen como piedras muertas a aquellas que se encuentran rodeadas y en grupos con mala forma -con 1 o ningún ojo-, por lo que no podrían resistir una eventual captura. Entonces, los jugadores cuentan los puntos de cada territorio, teniendo en cuenta las piedras prisioneras y las muertas, y se decide quién ganó la partida.

## Puntuación

### Reglas chinas
Cada jugador recibe un punto por cada piedra de su color que haya sobre el tablero, más un punto por cada intersección vacía dentro de su territorio. Quien obtenga mayor puntuación gana. En caso de empate, ganarían las Blancas en compensación por haber comenzado la partida después de las Negras.

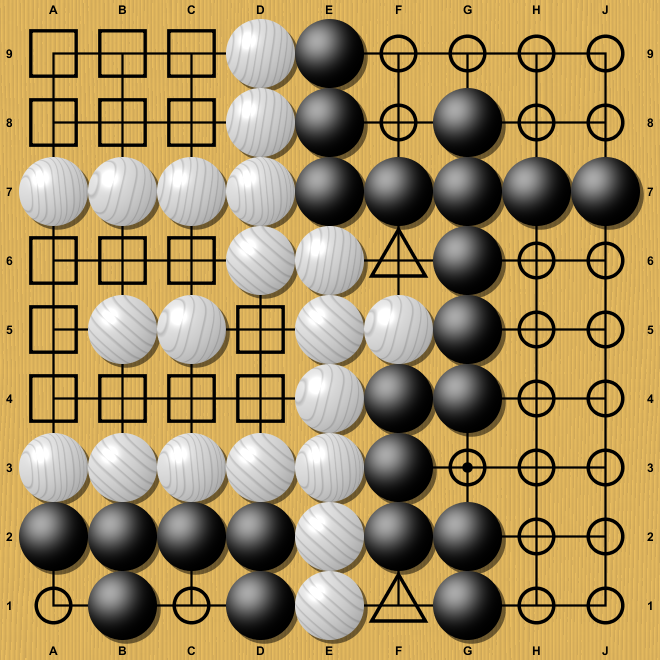
Los cuadrados cuentan como territorio de las blancas, los círculos son territorio de las negras. Los triángulos son territorios neutros que no cuentan para ningún lado. Las negras tienen 22 puntos de territorio; las blancas, 15.

### Reglas japonesas
Cada jugador recibe un punto por cada intersección vacía dentro de su territorio, más un punto por cada piedra capturada al enemigo. Quien obtenga mayor puntuación gana. En caso de empate, ganarían las blancas en compensación por haber comenzado la partida después de las negras.
En la figura se puede ver un ejemplo de final de partida. Durante la partida las negras capturaron 1 piedra blanca. Las blancas capturaron 2 piedras a las Negras. Ya se han retirado las piedras muertas de ambos bandos, que fueron 6 negras y 9 blancas. Luego las negras han hecho 1 + 9 = 10 prisioneros; las blancas han hecho 2 + 6 = 8 prisioneros. En la figura de la derecha se han marcado con un cuadrado los puntos de territorio de las blancas y con un círculo los de las negras. Las dos intersecciones marcadas con un triángulo son las intersecciones comunes y no se cuentan.
Los puntos por territorio para las negras son 22 y para las blancas 15. Las blancas reciben una compensación de 5.5 puntos llamada komi.
La puntuación total para las negras será: 22 + 10 = 32. La puntuación total para las blancas será: 15 + 8 + 5.5 = 28.5. Así pues ganan las negras por 3.5 puntos.

## Táctica
En go, la táctica está relacionada con la lucha inmediata entre piedras, la captura y rescate de piedras, vida y muerte, y otras cuestiones localizadas en partes específicas del tablero. Cuestiones más generales, no limitadas a una sola parte del tablero, se contemplan como estrategia, y se tratan en la sección siguiente.

### Tácticas de captura
Hay muchas construcciones tácticas con el objetivo de capturar piedras. Estas son algunas de las primeras cosas que aprende un jugador después de las reglas. Reconocer las posibilidades de que las piedras pueden ser capturadas utilizando estas técnicas es un avance importante.

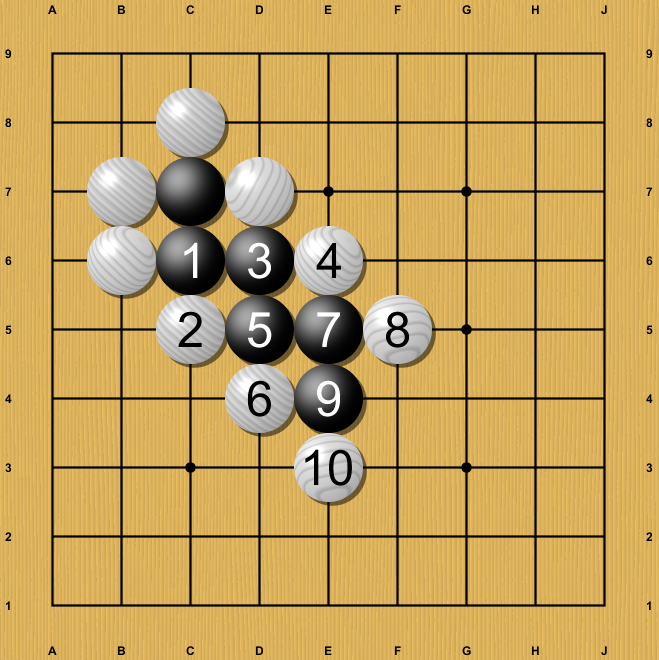
Una escalera. Negro no puede escapar a no ser que se conecte con piedras negras que interceptaría el descenso de la escalera.

La técnica más básica es la escalera ("ladder" en inglés). Para capturar piedras en una escalera, un jugador utiliza amenazas de capturas, llamadas atari—forzar al oponente hacia un patrón de zigzag, como se muestra en el diagrama. Salvo que el patrón vaya hacia piedras amigas, las piedras de la escalera no pueden evitar ser capturadas. Los jugadores experimentados reconocen la futilidad de continuar el patrón y juegan en cualquier otro lado. La presencia de una escalera en el tablero da a un jugador la opción de jugar una piedra en el camino de la escalera, amenazando entonces con rescatar sus piedras y forzando una respuesta. Esta jugada se llama quiebro de escalera ("ladder breaker" en inglés) y puede ser un movimiento estratégico fuerte. En el diagrama, Negro tiene la opción de jugar un quiebro de escalera.

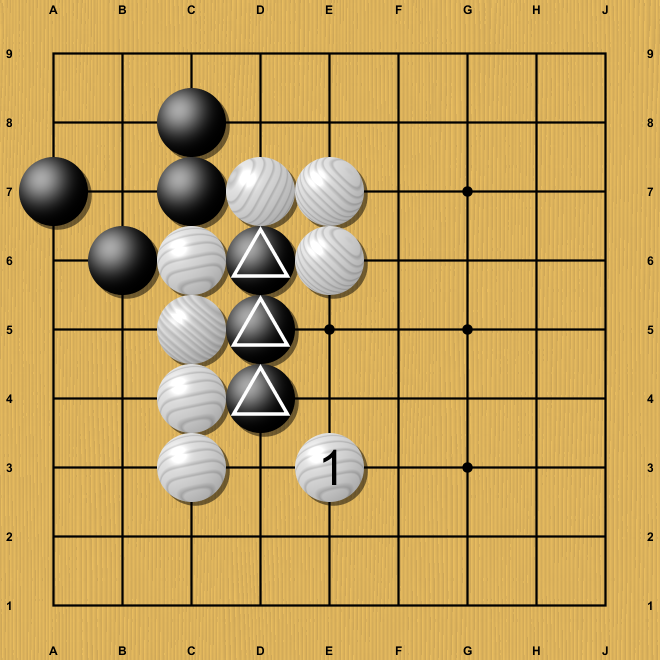
Una malla (net en inglés). La cadena de tres piedras negras marcadas con un triángulo no puede escapar en ninguna dirección.

Otra técnica para capturar piedras es la llamada malla ("net" en inglés), también conocida por su nombre japonés geta. Este movimiento rodea las piedras en una forma tal que previene su escape en cualquier dirección. Un ejemplo se da en el diagrama de la izquierda. En general, es mejor capturar piedras en una malla que en una escalera, porque una malla no depende de la condición de que no haya piedras opuestas en el camino, ni permite al oponente jugar la estrategia del quiebro de escalera.

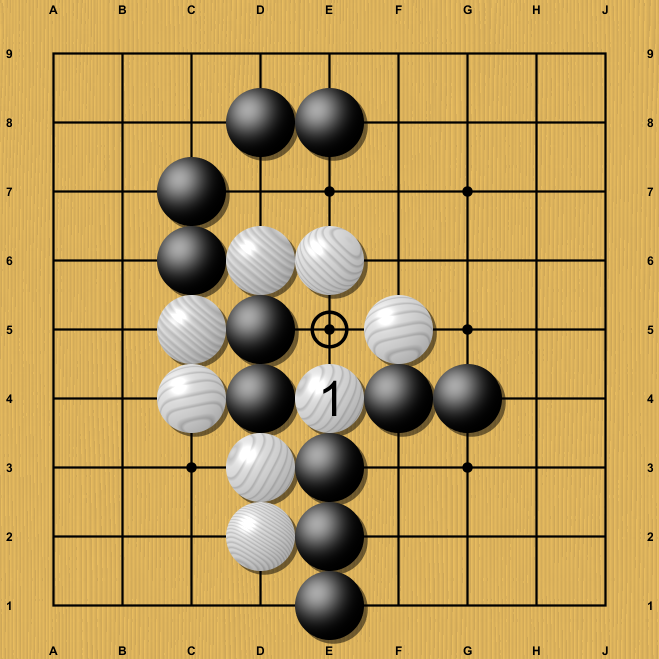
Un snapback. Aunque las negras pueden capturar a la piedra blanca jugando en el punto con un círculo, el resultado es una forma para Negro con una sola libertad (en 1) y, por tanto, Blanco puede luego capturar las tres piedras negras jugando en 1 de nuevo.

Una tercera técnica de captura de piedras se conoce como snapback. (utte-gaeshi en japonés) En un snapback, un jugador permite que una piedra sola sea capturada, y luego inmediatamente juega en el punto ocupado por la piedra capturada. Al hacerlo, el jugador captura un mayor grupo de piedras oponentes. Un ejemplo se puede ver en el diagrama. Como sucede con la escalera, un jugador experimentado no juega dicha secuencia, reconociendo la futilidad de capturar solo para ser capturado inmediatamente.

### Anticipación
Una de las habilidades más importantes, requerida para un fuerte juego táctico, es la habilidad de anticipar lo que podría suceder en el tablero.
Anticipar incluye considerar los movimientos posibles por jugar, las posibles respuestas a cada jugada, y las subsecuentes posibilidades después de cada respuesta. Algunos de los mejores jugadores pueden anticipar hasta 40 movimientos, incluso en posiciones complicadas.
Como se explica en las reglas, las formaciones de piedras que no pueden ser capturadas se dice que están vivas, mientras que las piedras en una posición que no pueden evitar ser capturadas se dice que están muertas. Gran parte del material práctico de los jugadores viene en forma de problemas de vida o muerte, también conocidos como tsumego. En estos problemas, se desafía a los jugadores a encontrar la secuencia vital de movimiento que mata a un grupo oponente o salva un grupo propio. Los Tsumego son considerados una forma excelente de entrenar la habilidad de los jugadores a anticipar. Los hay para todos los niveles, algunos incluso desafiando a los mejores jugadores.

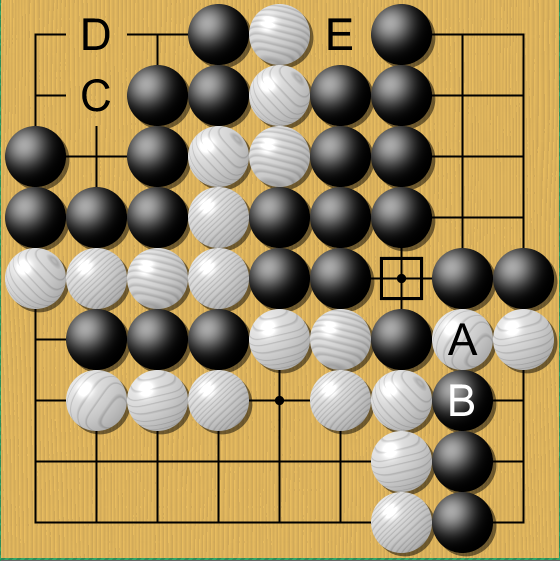
Una lucha simplificada de ko en un tablero de 9×9. El ko está en punto marcado con un cuadrado—Negro ha "tomado el ko" primero. La lucha de ko determina la vida de los grupos A y B—solo uno sobrevive, el otro es capturado. Blanco puede jugar C como una amenaza ko, y Negro responde apropiadamente en D. Blanco puede luego "tomar el ko" jugando en el punto marcado con un cuadrado (capturando la piedra negra). E es una posible amenaza de ko para Negro.

### Lucha de ko
En situaciones donde se aplica la regla de ko, puede ocurrir una lucha de ko. Si el jugador al que le está prohibido capturar piensa que la captura es importante, ya que previene que sea capturado un grupo grande de piedras (por ejemplo), el jugador puede jugar una amenaza de ko. Este es un movimiento en cualquier parte del tablero que amenaza una gran ganancia si el oponente no responde. Si el oponente sí responde a la amenaza de ko, la situación en el tablero cambia y la prohibición de captura de ko ya no se aplica. Por tanto, el jugador que hizo la amenaza puede recapturar el ko. Su oponente entonces se encuentra en la misma situación que él anteriormente, y puede realizar una amenaza de ko también, o conceder el ko y simplemente jugar en cualquier otro lado. Si un jugador concede el ko, ya sea porque no piensa que es importante o porque no hay movimientos que puedan funcionar como amenaza de ko, entonces ha perdido el ko, y su oponente puede dar fin a la batalla conectando el ko.
En lugar de responder a una amenaza de ko, un jugador podría también elegir ignorar la amenaza y conectar el ko. De esa forma gana el ko, pero con un coste. La elección de cuándo responder a una amenaza de ko y cuándo ignorarla es un tema sutil, que requiere del jugador considerar muchos factores, incluyendo cuánto se gana conectando, cuánto se pierde si no se responde, cuántas posibilidades de amenazas de ko les quedan a cada jugador, cuál es el orden óptimo de jugarlas, y cuántos son los puntos ganados o perdidos en cada de una de las amenazas que quedan.

## Estrategia básica

### Las facetas del go
El go es, ante todo, un juego de territorio. El jugador que consigue más territorio gana la partida. Sin embargo, aunque parezca fácil, lograr este objetivo no es nada trivial. El go posee una rica y compleja estrategia, cuya verdadera dimensión solo puede ser apreciada mediante su estudio profundo. Sin embargo, existen unos principios útiles que pueden guiar al principiante en los caminos de cómo construir efectivamente territorios. Una partida de go se divide, al igual que en ajedrez, en la apertura, medio juego y final.

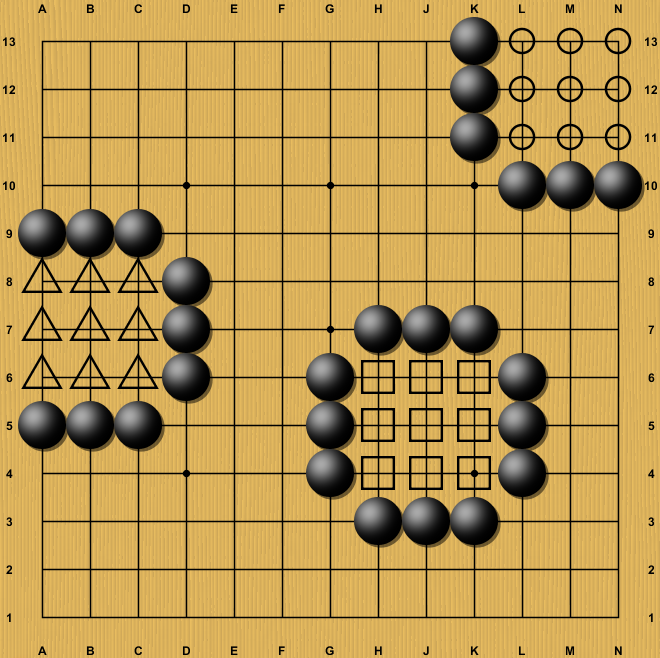
Territorios y eficiencia. Cada territorio vale 9 puntos. El territorio en la esquina superior derecha es el más eficiente, luego sigue el del borde, y por último el del centro, el menos eficiente.

### Apertura
En el go se progresa al ir consiguiendo territorios. Por tanto, la apertura se caracteriza por la toma eficiente de puntos estratégicos que delinean territorios. Por ello, importa entender, antes que nada, dónde es más eficiente realizarlos. En el diagrama de la izquierda se muestran tres territorios de 9 puntos cada uno; uno en la esquina, otro en el borde y otro en el centro. Como se aprecia, el territorio de la esquina (círculos) es el más eficiente, pues utiliza solo 6 piedras (aprovechando las dos esquinas); el territorio en el borde (triángulos) utiliza 9 piedras (aprovechando un lado); y el territorio del centro (cuadrados) utiliza 12 piedras. Por lo tanto, los territorios en la esquinas son más eficientes.
Por esta razón, en la apertura las esquinas son las ubicaciones más importantes del tablero, y por ello es usual que las piedras se coloquen allí. Sin embargo, esto no implica que uno deba simplemente focalizarse en una sola esquina; la idea de la apertura es delinear los territorios de la forma más eficiente. Si nuestras primeras jugadas fuesen todas alrededor de una única esquina, estaríamos dejando todo el resto del tablero para el oponente. Incluso si con esto logramos establecer irrevocablemente nuestro territorio en la esquina, después será muy difícil invadir otro lugar en el tablero, dado que el oponente ya ha tenido tiempo de colocar alguna piedra fuera de la esquina.

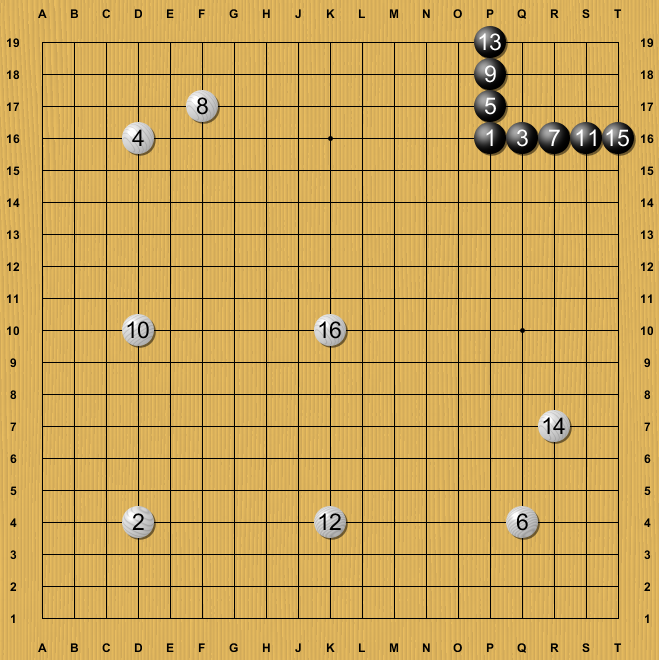
Ejemplo de apertura. La estrategia de las negras no es buena, puesto que se focalizan mucho en una sola esquina del tablero. Las blancas están mejor, al abarcar más tablero y distribuyéndose a lo largo de las esquinas y los bordes restantes.

En el diagrama de la derecha se puede apreciar esto a través de las primeras jugadas de la apertura. Las negras han gastado todas sus jugadas en reforzar la esquina superior derecha, mientras que las blancas se han distribuido a lo largo de todas las demás esquinas, sin focalizarse en ninguna particular. Las blancas están mejor. Esto establece un importante principio: jugar las piedras una al lado del otro, en la apertura, no es una buena estrategia ya que solo aumenta nuestro territorio en un punto. Lo mejor es jugar al principio alrededor de los puntos estrellas del tablero, solidificando dichas áreas y delineando potenciales territorios. Esto permite un juego que abarca más y que es mejor a largo plazo, donde los verdaderos territorios se debatirán en la lucha por los mismos en el medio juego.
La secuencia de movimientos usualmente jugados durante la apertura se conoce como joseki. Elegir el joseki adecuado y que a la vez resulte bueno globalmente es el desafío de los buenos jugadores. En general, se aconseja mantener un balance entre la estabilidad y la influencia; cuál de las dos es más importante es, sobre todo, un criterio de cada jugador.

### Medio juego
El medio juego es lo que sigue inmediatamente a la apertura. En esta etapa de la partida la verdadera lucha por los territorios empieza, por lo que la táctica también juega un papel importante. En el medio juego es importante entender acerca de cómo invadir o defender un grupo, y cómo reducir el territorio de una formación o realizar una base.
Para defenderse o atacar un territorio debemos entender la estabilidad de una formación de piedras. Ligado a esto está relacionado el término de base, o un territorio dónde se puedan hacer dos ojos, ya que entonces está incondicionalmente vivo.

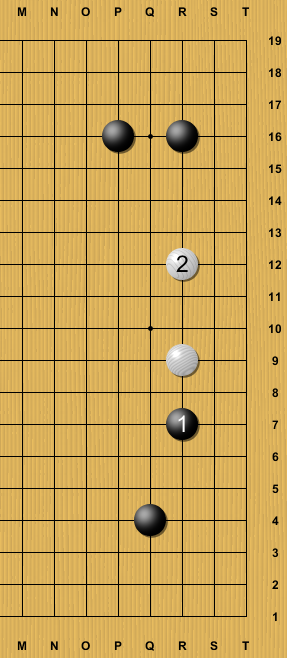
Extensión. Luego de 1, las negras amenazan con acorralar a la piedra blanca. Las blancas realizan una base al jugar en 2. Este tipo de movimientos, alargándose en los lados, se llaman extensión.

Si queremos formar una base es necesario extender una formación de piedras. En el diagrama, las negras juegan 1, amenazando acorralar a la piedra blanca solitaria. Para salvarla y crear un territorio en el borde, es necesario extenderse. Por ello las blancas juegan 2, un salto de dos-puntos; este tipo de movimiento se conoce como extensión. Con esta jugada las blancas se extienden, previenen ser rodeadas, y pueden realizar un territorio con dos ojos. Cualquier otro salto, por ejemplo de tres-puntos o un-punto sería o muy separado o muy corto. Si se tuviesen dos piedras juntas, se podría hacer un salto de tres-puntos. Un proverbio del go dice que: Si una, salta dos; si dos, salta tres.
En la lucha del medio juego están presentes la invasión y reducción de territorio. La invasión se da en áreas del oponente donde el territorio no está completamente definido. Es una estrategia arriesgada, pero si se hace bien puede ser muy fructífera. Para que la invasión tenga éxito es necesario que la formación resultante tenga dos ojos para que viva. Por ello, los conceptos de invasión y de base (extensión) están muy ligados.

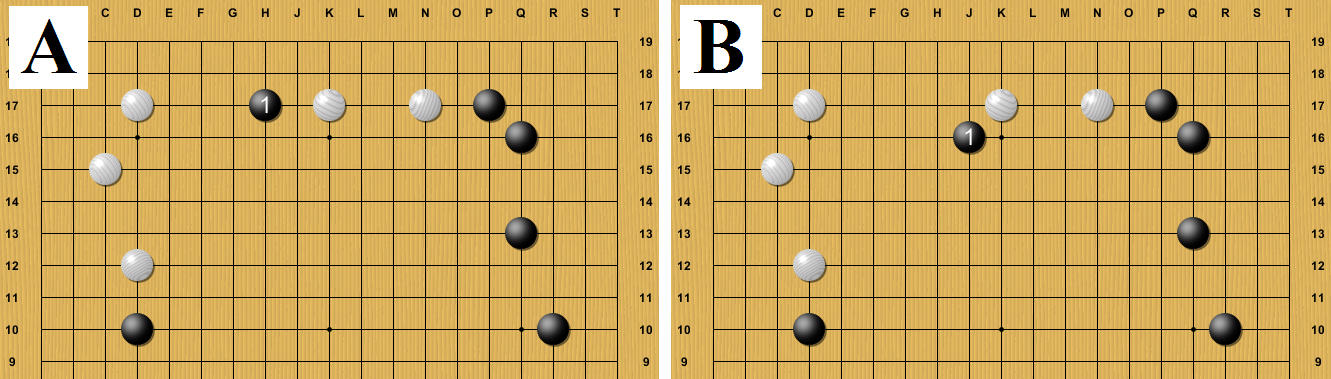
(A) Invasión. Las negras invaden con 1, con la intención de hacer una base. (B) Reducción. La jugada 1 de las negras se suele llamar shoulder hit en inglés, y la idea es reducir el territorio de las blancas en el borde superior.

La reducción es similar a la invasión, salvo que menos profunda. Su objetivo principal no es crear un propio territorio dentro del área enemiga, sino más bien reducir al mínimo el área del enemigo. El resultado de la reducción, pese a no crear un territorio, sí crea una barrera (que reduce el territorio enemigo) que puede influir en la formación de las piedras, habitualmente en el centro del tablero. Este poder de la barrera creada puede ser muy útil en luchas posteriores por territorio. La reducción también previene la expansión de otros potenciales territorios del enemigo.

### Final
La etapa final del go es donde acaban de definirse los territorios. Después del medio juego, los territorios están bastante definidos, pero no consolidados. Por esto, el final es importante y requiere de gran atención. Un pequeño descuido puede significar la pérdida de un territorio que, habiéndolo luchado en el medio juego, lo dimos por nuestro.

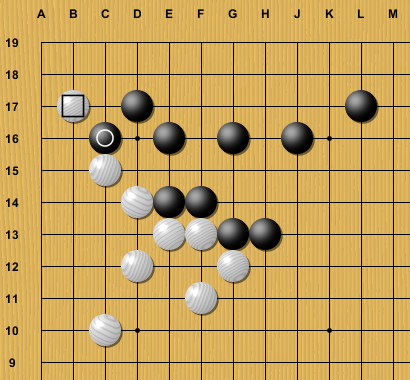
La posición original es sin las piedras marcadas. Si juegan las blancas, la jugada en la piedra con un cuadrado extiende su territorio y quita puntos a las negras. Si juegan las negras, deben prevenir y entonces jugar la piedra con el círculo, asegurándose la esquina.

En el ejemplo del diagrama, en la posición original las piedras marcadas no han sido jugadas y el territorio en la esquina superior izquierda aún no está del todo definido. Dependiendo de a quién le toca jugar, puede haber una gran diferencia en el territorio resultante. Si juegan las blancas, entonces el movimiento de la piedra con un cuadrado es una gran jugada, puesto que extiende el territorio de las blancas hacia la esquina, quitando así varios puntos que podrían haber sido de las negras. Si en cambio jugasen las negras, entonces deben prevenirse y jugar la piedra con un círculo, asegurándose el territorio de la esquina como suyo.
En el final suelen aparecer términos claves en el go, como los son el gote y el sente. Ambos están relacionados con la ganancia y pérdida de iniciativa en la partida. La palabra japonesa sente (先手) está relacionada con la iniciativa o la oportunidad de jugar en cualquier lugar de tablero; el énfasis de que una jugada sea sente se da porque obliga al oponente a responder, puesto que si no sale perdiendo. Esta situación del oponente, cuya única jugada está en responder (y no jugar libremente) se denota por la palabra japonesa gote (後手).
Como se vio en el ejemplo anterior, en general en la etapa final del go el tamaño de muchos territorios depende de quién juega primero. Es decir, quien tiene la iniciativa y puede jugar un movimiento sente. Reconocerlos y saber cuándo jugarlos es una importante habilidad en el final.

### Aspectos generales
A lo largo de una partida de go, algunos aspectos básicos útiles a tener en cuenta son:
- Conexión: tratar de mantener las piedras propias conectadas. Así son más fáciles de defender.
- Corte: tratar de cortar las piedras del rival. Así este necesitará concentrarse en la defensa de más grupos.
- Vida: es la capacidad de las piedras para evitar ser eliminadas del tablero. Normalmente requiere crear grupos de piedras con al menos dos ojos.
- Muerte: ausencia de vida. Tiene como resultado la eliminación de las piedras del tablero.
- Forma: es la disposición sobre el tablero de un grupo de piedras, de modo que se crean figuras. En función de cómo se dispusieron, serán más o menos fáciles de conectar, cortar, hacerlas vivir sobre el tablero o serán más vulnerables a los ataques del rival.

## El go y las computadoras

### Naturaleza del juego
En términos de la teoría de juegos, go es un juego de suma cero, de información perfecta, juego de estrategia determinista, colocándolo en la misma clase que el ajedrez, las damas y el reversi. Sin embargo, difiere de estos en la forma en que se juega. Aunque las reglas son simples, la estrategia del go es extremadamente compleja.
El go enfatiza la importancia del equilibrio entre múltiples facetas del juego, cada una con sus propias tensiones internas. Por ejemplo, para asegurar un área en el tablero, es bueno realizar jugadas próximas entre sí. Por otra parte, para cubrir la mayor área, uno debe expandirse, dejando quizás debilidades que pueden ser explotadas. Jugar muy bajo (próximo a los bordes) no asegura un territorio suficiente e influyente, pero jugando muy alto (lejos de los bordes) permite invasiones del oponente.
Se ha dicho que el go es el juego más complejo del mundo, debido al vasto número de variaciones en una partida individual. Su gran tablero (19×19) y la falta de restricciones permiten amplitud de visiones en la estrategia y en la expresión individual de los jugadores. Decisiones en una parte del tablero pueden influir en una parte distante, aparentemente no relacionada. Jugadas tempranas en una partida puede moldear la naturaleza del conflicto cien jugadas después.
La complejidad como juego del go es tal que describir siquiera estrategias elementales podría abarcar muchos libros introductorios. De hecho, estimaciones numéricas muestran que el número de posibles partidas de go excede en mucho el número de átomos en el universo observable.
Investigaciones en los finales del go por John Horton Conway llevaron a la invención de los números surreales. El go también ha contribuido a desarrollar la teoría de juegos combinatoria.

### Go computacional
El go significa un desafío desalentador para los programadores. Hasta 2011, los mejores programas de go solo podían alcanzar el nivel de amateur dan. En tableros pequeños de 9×9, la computadora se desempeña mejor, y actualmente algunos programas ganan fracciones de partidas de 9×9 contra algunos jugadores profesionales. Muchos en el campo de la inteligencia artificial consideran que el go requiere más elementos que los que imitan el pensamiento humano en el ajedrez.

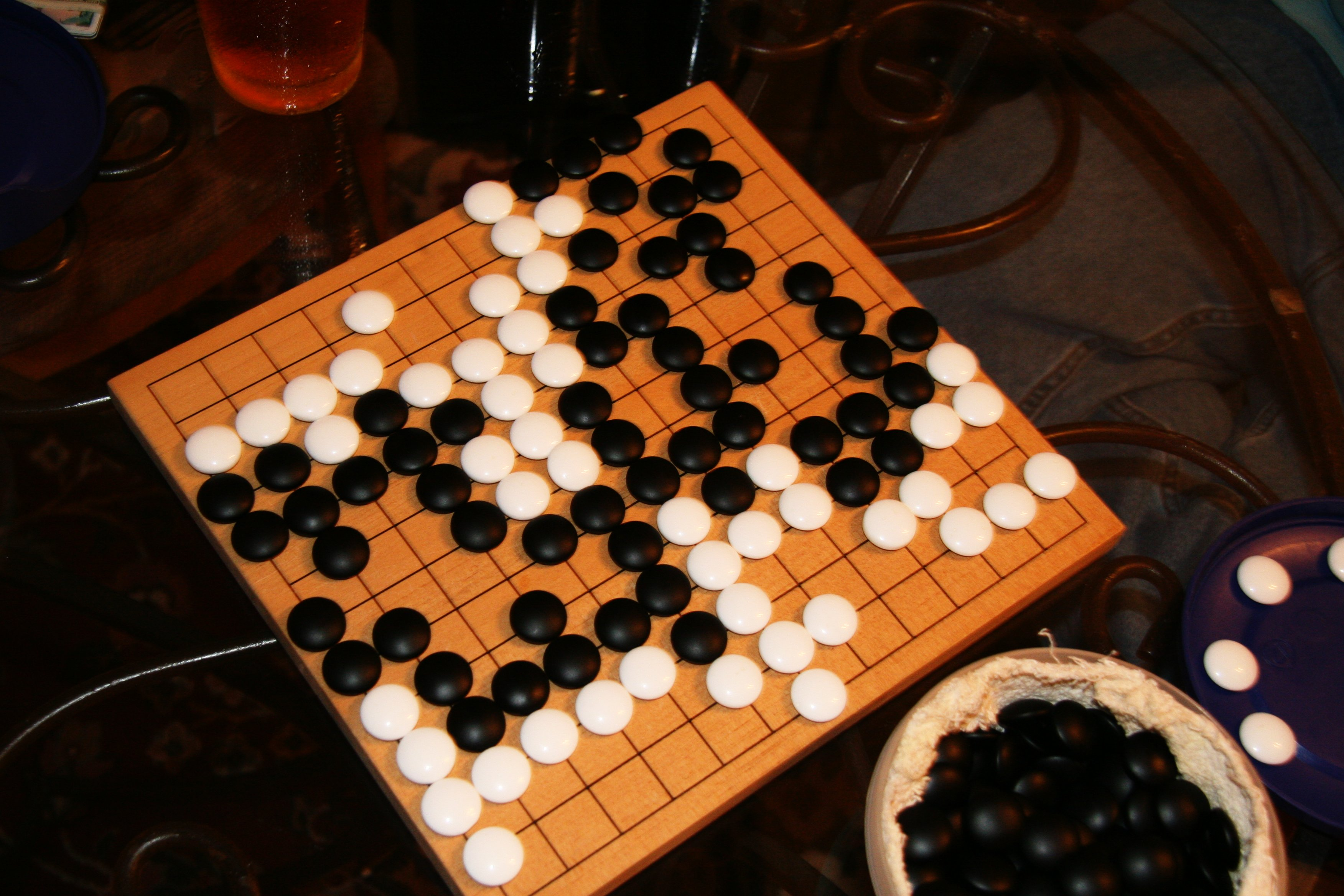
Una partida entre principiantes finalizada, en un tablero de 13×13

Las razones por las que los programas de computadores no jugaron a go al nivel de profesionales dan  hasta el año 2016 incluyen:
- El número de espacios en el tablero es mucho más grande (más de cinco veces el de un tablero de ajedrez—361 vs. 64). En la mayoría de los turnos hay muchas más jugadas posibles en el go que en el ajedrez. A lo largo de gran parte de la partida, el número de jugadas posibles oscila entre 150-250 por turno, rara vez cae a menos de 50 (en el ajedrez, el número promedio de jugadas por turnos es 37).[133] Puesto que una búsqueda exhaustiva en el go implica calcular y comparar cada posible movimiento legal en cada turno, la habilidad de calcular las mejores jugadas se reduce significativamente cuando hay un gran número de posibles jugadas. La mayoría de los algoritmos, como los del ajedrez, computan muchos movimientos por adelantado. Dado un promedio de 200 posibles jugadas a lo largo de toda la partida, para que una computadora calcule la próxima jugada mediante una exhaustiva anticipación de cuatro movimientos por cada posible jugada (dos propias y dos del oponente), requeriría considerar más de 320 miles de millones (3.2×1011) combinaciones posibles. Para calcular exhaustivamente las próximas ocho jugadas, requeriría de 512 quintillones (5.12×1020) combinaciones posibles. En marzo de 2014, la supercomputadora más poderosa del mundo, NUDT's "Tianhe-2", puede soportar 33,86 petaflops.[134] A este ritmo, incluso la excesivamente baja estimación de 10 operaciones requeridas para evaluar la jugada de una piedra, Tianhe-2 necesitaría 4 horas para evaluar todas las posibles combinaciones de los próximos ocho movimientos para poder realizar una sola jugada.

- La colocación de una sola piedra en la fase inicial puede afectar el juego de una partida unos cien movimientos después. Una computadora requeriría predecir esta influencia, pero sería irrealizable intentar un análisis exhaustivo de los próximos cien movimientos.

- En juegos basados en la captura (como el ajedrez), normalmente una posición puede evaluarse con relativa facilidad, calculando quién tiene una ventaja material o piezas más activas.[135] En el go, en general no hay una forma fácil de evaluar una posición.[136] Sin embargo, un humano de nivel 6 kyu puede evaluar una posición a simple vista, viendo qué jugador tiene más territorio. Incluso los principiantes puede estimar la puntuación dentro de 10 jugadas, dado un tiempo para contar. El número de piedras en el tablero (ventaja material) es solo una débil indicación del poder de una posición, y una ventaja territorial (más espacios vacíos rodeados) para un jugador puede compensarse por la fuerza en la posición del oponente y su influencia sobre todo el tablero. Normalmente un jugador de nivel 3 dan puede juzgar fácilmente la mayoría de dichas posiciones.

Como ilustración, el mayor hándicap da normalmente 9 piedras al oponente más débil. No fue hasta agosto de 2008 cuando una computadora ganó una partida ante un jugador de nivel profesional con este hándicap. Fue el programa Mogo el que obtuvo su primera victoria en una partida de exhibición jugada durante el congreso US Go.
En enero de 2016, el programa de inteligencia artificial de Google, AlphaGo, ganó cinco a cero al triple campeón de Europa de Go Fan Hui (2p).
En marzo de 2016, AlphaGo se enfrenta con el coreano Lee Sedol. El resultado de los cinco enfrentamientos de cinco es de cuatro victorias para AlphaGo a una para Lee Sedol.
En octubre de 2017, DeepMind anunció una versión significativamente más fuerte llamada AlphaGo Zero que superó a la versión anterior AlphaGo Master (una versión mejorada de AlphaGo Lee) por 100-0.
Demostrado que el aprendizaje supervisado de las versiones anteriores de AlphaGo, cómo juegan los humanos, era irrelevante.
Para ello ha ejecutado 30 000 000 de partidas contra sí misma, durante 42 días, usando una sola red de neuronas con 44 capas de convolución.

## El go en la cultura popular
Aparte de la literatura técnica, el go y su estrategia han sido el tema de varios trabajos de ficción.

### Literatura
- La novela El maestro de Go (名人, Meijin) del escritor japonés Yasunari Kawabata, Premio Nobel de Literatura en 1968.[140] Es una crónica semi-ficticia de la última partida de go jugada por Honinbo Shusai, jugador profesional y heredero del título la casa Honinbo, contra el joven aspirante Kitani Minoru (llamado en el libro con el nombre ficticio de Otake). Kawabata consideraba esta novela como su trabajo más logrado, aunque esto está en discusión con otros autores. Es la única de las novelas de Kawabata que el autor consideraba terminada.[141]
- La jugadora de go (La Joueuse de go) de Shan Sa. La historia se desarrolla en Manchuria, durante la invasión japonesa. Los héroes son una chica Manchú y un oficial japonés, que se conocen durante una partida de go. Sus partidas se convierten en el fondo de la historia hasta el desenlace apropiado.[142]
- La novela Shibumi de Trevanian tiene una pequeña trama que utiliza el go como centro y metáfora.[143]
- The Way of Go: 8 Ancient Strategy Secrets for Success in Business and Life (El camino del go: 8 secretas estrategias ancestrales para el éxito en los negocios y la vida) de Troy Anderson aplica la estrategia del go a los negocios.[144]
- En GO: El paradigma asiático para la estrategia en los negocios (GO: An Asian Paradigm for Business Strategy)[145] por Miura Yasuyuki, un mánager utiliza el go para describir el pensamiento y comportamiento de los hombres de negocio.[146]
- El juego de Go es uno de los principales temas tratados en la novela Maniac, del escritor chileno Benjamín Labatut. En la primera parte, que tiene que ver más bien con la vida y obra de eminentes físicos y matemáticos de la primera mitad del Siglo XX (pero sobre todo de John von Neumann), se menciona de pasada al Go como el juego que empleaban para distraerse, los científicos que elaboraron las primeras bombas atómicas en el Laboratorio Nacional de Los Álamos, Nuevo México. En la segunda parte, trata de lleno el juego, explicando cómo funciona y cómo la computadora "AlphaGo" y su "software" lograron derrotar de manera humillante (4 a 1) a Lee Sedol, considerado el mejor jugador humano del momento. Nuevamente aquí hay una relación con von Neumann, ya que tanto la computadora AlphaGo como su software, están basados en los trabajos de von Neumann al respecto.[cita requerida]

### Anime y manga
El go ha aparecido numerosas veces en el manga y anime. Algunas de las más relevantes son:
- La serie de anime Hikaru no Go, estrenada en Japón en 1998. Tuvo gran impacto en popularizar el go entre los jóvenes japoneses.[147][148]
- La serie animada Go Player (Jugador de Go), cuya historia está centrada alrededor del viaje de un joven y talentoso jugador de go, Lieur Jiang. La primera temporada se estrenó en CCTV en 2006.[149]

### Series de televisión
- En Mentes criminales, en el primer episodio de la primera temporada (22 de septiembre de 2005), el Dr. Spencer Reid afirma que el Go es un juego psicológicamente revelador y basándose en la posición de las piezas en un tablero jugadas por el sospechoso determina que el ignoto es un «agresor extremo», descripción que le da el nombre al episodio.[150]
- En Reply 1988 (2015) Choi Taek, interpretado por Park Bo Gum, es un genio del Baduk y juega campeonatos en Japón, China y Corea del Sur.
- En Counterpart (2017) Howard Silk, interpretado por J.K. Simmons, juega al Go dos días a la semana con su amigo Andrei.
- En 'The Glory (2022) serie coreana

### Películas
El go también ha aparecido en distintas películas. Algunas de las más conocidas son:
- En A Beautiful Mind (Una mente maravillosa) (2001) se puede ver una escena en la que unos estudiantes están jugando una partida de go en las afueras de la Universidad de Princeton. Y también juegan al go en una escena al final de la película, en la que John Nash juega con su antiguo compañero de universidad.
- En π (1998) de Darren Aronofsky.
- En Tron: Legacy (2010), Qourra explica que el Sr. Flyn le está enseñando el juego. El tablero se muestra unos segundos.[152]
- El maestro de Go (2006) es una película sobre la vida del jugador profesional Go Seigen, considerado por muchos como el mejor jugador del siglo XX.[153][154]
- Tôkyô ni kita bakari (Tokyo Newcomer) (2013) retrata a un jugador de go extranjero chino que se desplaza a Tokio.[155]
- En The Valiant Ones, del director chino King Hu, los personajes se describen como piedras de go (negro para los chinos, blanco para los invasores japoneses). Los personajes usan tableros y piedras de go para seguir a los soldados antes de la batalla, y las batallas en sí se estructuran como partidas de go.[156]
- En Knives Out, del director Rian Johnson, los personajes Harlan Thrombey y Marta Cabrera en la noche del asesinato principal disputan una partida de Go.

La empresa Atari se nombra en referencia al término en el go.

## Psicología
Un artículo de 2004 publicado por Fernand Gobet, de Voogt & Retschitzki, muestra que se ha investigado relativamente poco acerca de la psicología del go, comparado con otros juegos de mesa tradicionales como el ajedrez o el mancala. Investigaciones en el go computacional han mostrado que el conocimiento y el reconocimiento de patrones son más importantes en el go que en cualquier otro juego de estrategia, como el ajedrez. Un estudio sobre los efectos de jugar al go en la edad ha mostrado que el decaimiento mental es más leve para jugadores potentes que para jugadores débiles. De acuerdo a un análisis de Gobet y sus colaboradores, el patrón de actividad cerebral observado con técnicas tales como PET e IRMf no muestra grandes diferencias entre el go y el ajedrez. Por otro lado, un estudio realizado por Xiangchuan Chen et al. mostró una mayor activación en el hemisferio derecho entre los jugadores de go que entre los de ajedrez. Alguna evidencia sugiere una correlación entre jugar juegos de mesa y una reducción del riesgo a contraer la enfermedad de Alzheimer y la demencia.

## Comparaciones
El go empieza con un tablero vacío. Está focalizado en construir desde cero (de la nada a algo) con múltiples y simultáneas luchas, dando lugar a una victoria por puntos. El ajedrez es más táctico que estratégico, porque la estrategia predominante consiste en matar una pieza individual (el rey). Esta comparación se ha aplicado recientemente a la historia militar y política, en el libro de Scott Boorman The Protracted Game (1969), que explora la estrategia del Partido Comunista de China en la guerra civil china a través de la óptica del go.
Se ha dibujado una comparación similar entre el go, el ajedrez y el backgammon, quizás los tres juegos antiguos con mayor popularidad mundial. El backgammon es una disputa del tipo "hombre vs. destino", en la que el azar juega un rol determinante en el resultado. El ajedrez, con filas de soldados marchando hacia adelante para capturarse uno al otro, encarna el conflicto "hombre vs. hombre". Dado que el sistema de hándicap del go indica a los jugadores su situación respecto a otros jugadores, un jugador honesto puede esperar perder cerca de la mitad de sus partidas; por tanto, el go puede verse como la búsqueda de la autosuperación, "hombre vs. sí mismo".

## Terminología
- Atari, es una situación en el que una piedra o una formación se encuentran bajo amenaza de captura inmediata (similar al 'jaque' del Ajedrez). La posibilidad de avisar al contrario sobre tales situaciones, diciendo simplemente 'atari', debe acordarse antes de comenzar a jugar. Es costumbre anunciar 'atari' a los principiantes.
- Atari-Go
- Clasificación de los jugadores de go
  - Compensar la ventaja
- Ko
- Libertad
- Ojo, Cuando un jugador posee una formación de fichas que le permite tener un espacio vacío en el interior, se formará un ojo. El ojo es el punto clave que no puede atacar el rival y que permite a la fortaleza mantenerse, ya que colocar una ficha en este sería suicidio, a menos que sea la última libertad. Por esto, un grupo de dos ojos es inmortal.
  - Real
  - Falso
  - Doble ojo
- Piedra
- Grupo
  - Grupo
  - Formación
- Territorio
  - Privado
  - Público
  - Retoque de fronteras
- Vida y muerte
  - Grupo Muerto
  - Grupo Vivo
  - Coexistencia (Seki)
  - Casos especiales de Seki

### Términos japoneses
- Aji - Literalmente, “gusto”. Un grupo de piedras, aun estando muerto, “tiene mal aji” cuando existen amenazas latentes que el propietario puede aprovechar cuando se den las condiciones apropiadas. De ahí lo del mal sabor.
- Atari – Una piedra o una formación se encuentran en 'atari' cuando están bajo amenaza de captura inmediata (similar al 'jaque' del ajedrez). La posibilidad de avisar al contrario sobre tales situaciones, diciendo simplemente 'atari', debe acordarse antes de comenzar a jugar. Es costumbre anunciar 'atari' a los principiantes.
- Atsumi  - Solidez, fuerza. Grupo sólido sin debilidades o defectos.
- B2  – Formación de seis piedras del mismo color formando un triángulo rectángulo. Considerado como pésima forma.
- Boshi  - Literalmente, “sombrero”. Jugada hecha a una línea de una piedra enemiga, previniendo su huida o expansión hacia el centro del tablero.
- Byo-yomi - Muerte súbita. Al terminar el tiempo base del que dispones, entras en byo yomi: tendrás un tiempo concreto para cada movimiento en vez de uno global. Ejemplo: 15 segundos por jugada.
- Byo-yomi canadiense - Tiempo extra dado a un jugador, una vez se le ha acabado el tiempo reglamentario, para efectuar un número limitado de jugadas. Por ejemplo, 2 minutos para realizar 10 movimientos.
- Chuban - Medio juego. Por lo general, en esta fase los jugadores ya se han repartido las esquinas y los laterales, y comienzan a batallar por el centro.
- Dame - Punto neutral entre las posiciones de Blanco y Negro que no tiene valor territorial, por lo que es indiferente quién lo ocupa. Estos puntos se rellenan al final de la partida para facilitar la delimitación de los territorios y el cómputo de los puntos.
- Dan - Categoría dada a los jugadores más fuertes. Los dan amateur van desde 1-dan hasta 7-dan, y los profesionales desde 1-dan a 9-dan.
- Dango - Grupo de cuatro piedras formando un cuadrado. Se lo considera una pésima forma, al no tener apenas poder ofensivo y ser fácil de capturar.
- Furikawari - Intercambiar, un grupo por otro, influencia por puntos, etc.
- Fuseki - Apertura. La primera fase de la partida.
- Geta - Es una captura local, en las piedras involucradas quedan confinadas y con dos o tres libertades, pero no pueden escapar y quedan prisioneras.
- Goban – Nombre que se le da al tablero de go. Puede ser de 9 líneas x 9, de 13×13 y de 19×19. Otras dimensiones son poco usuales.
- Goke - Bol o recipiente para las piedras de go, también llamado goki.
- Gote – Lo contrario de Sente. Jugada defensiva que no obliga a responder al oponente.
- Hamari - Acción de caer en una trampa tendida por el rival.
- Hamete - Jugada tramposa que si se responde bien no beneficia a quien la hizo (incluso puede perjudicarlo), pero si se responde mal normalmente causa grandes pérdidas a la “víctima”.
- Hanami-ko - Un ko en el que uno de los jugadores tiene poco que perder, y el otro, mucho.
- Hane - Jugada en diagonal a una piedra propia, estando las dos en contacto con una piedra enemiga.
- Hasami - Ataque en pinzas. Jugada hecha contra un kakari impidiendo una extensión sobre el lateral.
- Haya-go - Partida rápida.
- Honte - Juego ortodoxo. La jugada correcta en una posición local determinada, que no deja debilidades que puedan ser aprovechadas por el rival más tarde.
- Hoshi – Estrella. Los puntos remarcados en el goban. Posición 4-4, en el centro de las cuartas líneas, y el centro (llamado tengen).
- Ikken-tobi – Salto de un punto. Formación de dos piedras separadas. Una forma de extensión.
- Insei - Estudiante o aprendiz que aspira a convertirse en jugador profesional de go.
- Jigo - Empate en el resultado de un partido.
- Joseki – Secuencia de jugadas que generan un resultado equitativo, generalmente en las esquinas.
- Kakari - Ataque a la primera jugada hecha por el rival en un rincón.
- Kake - Hundir, Presionar hacia abajo.
- Keima - Jugada que establece una configuración similar al salto del caballo en ajedrez.
- Kifu - Plantilla de anotación, hoja en la que se apuntan las jugadas de una partida.
- Kikashi - Una jugada coactiva, amenazante, que obliga al rival a responder. Usualmente se hace fuera del flujo principal de juego; para utilizarlo en otro momento del partido y conservar la iniciativa.
- Kiri – Corte. División de grupos.
- Kirichigai - Corte cruzado. Acción de cortar dos piedras en diagonal del contrario, cortando al mismo tiempo nuestras dos piedras en diagonal. Es una forma de responder a un hane.
- Ko – Eternidad. Sexta regla de go.
- Komi - Ventaja que se les da a las blancas por comenzar último, actualmente es de 6,5 puntos en Japón y Corea, y de 7,5 en China.
- komoku - Punto 3-4. jugada de apertura más popular actualmente. Equilibra entre territorio e influencia, y permite asegurar la esquina junto con un 5-3.
- Kosumi - Extensión en diagonal.
- Kyu - Categoría dada a los jugadores que aún no han llegado a dan. Comienza en 30-kyu y finaliza en 1-kyu.
- Miai - Dos puntos de aproximadamente el mismo valor. Si se juega en uno de ellos, el oponente jugará en el otro.
- mokuhazushi - Punto 3-5. Apertura orientada hacia el lateral.
- Moyo - Amplio esbozo territorial, aún no asegurado.
- Nakade – Forma de varios espacios contiguos delimitados por piedras de un color, estando estas a su vez rodeadas por piedras del contrario. Es una forma nakade la que tiene un punto clave en el que uno de los jugadores podrá poner una piedra para sobrevivir, o su oponente para matar. La vida del grupo interior dependerá de quién tenga el turno.
- Nigiri - Sistema de sorteo para determinar quién jugará con negras.
- Niken-tobi – Salto de dos puntos. Formación de dos piedras separadas. Una forma de extensión, llamada "base" en español.
- Nobi – Extender. Colocar una piedra junto a otra del mismo color.
- Ogeima - Gran salto de caballo. Lo mismo que el keima, pero una intersección más larga.
- Oki - Colocación de una piedra en medio de un territorio enemigo.
- Osae - Bloqueo. Jugada hecha en contacto con una piedra enemiga, evitando que se extienda.
- Ozaru – Salto del mono. Formación de dos piedras separadas en una ladera. A partir de una piedra propia situada en segunda línea, situar una piedra en primera línea realizando un ogeima. Una forma de conexión que el contrario no puede evitar.
- Sabaki - Manejo hábil de grupos en situaciones complicadas.
- sansan - Punto 3-3. Asegura el territorio de su esquina, apenas proporciona influencia.
- Seki - Vida mutua. Situación de dos grupos sin dos ojos, en que ninguno de los dos jugadores quiere jugar porque si lo hiciera, su grupo moriría.
- Semeai - Una lucha o carrera de entre dos grupos por vida y la muerte, en el que la cantidad de libertades disponibles de cada uno determina el resultado de la misma.
- Sente – Iniciativa. Básicamente es a quién le toca jugar. Jugada que obliga a responder al oponente.
- Shicho - Escalera. Técnica de captura en la que un jugador da ataris consecutivos en zig-zag a un grupo de piedras hasta que se topan con el borde del tablero o una piedra enemiga y son capturadas. No funciona si hay una piedra enemiga en el camino.
- Shimari - Formación de dos piedras que encierran un rincón. Ejemplo: 3-4 y 5-3.
- takamoku - Punto 4-5.
- tengen - Origen. La estrella del centro del tablero se llama tengen.
- Tenuki – No responder a una jugada de Sente; generalmente por no considerarla tan importante al momento.
- Tesuji – Jugada maestra. La jugada más efectiva en una posición local.
- Tewari - Técnica para analizar la eficacia de una jugada eliminando las piedras superfluas al final de una secuencia y cambiando el orden de los movimientos.
- Tsuke - Contacto. Acción de colocar una piedra propia junto a otra u otras del contrincante.
- Uttegaeshi - Jugada difícil de visualizar, significa sacrificar una piedra para reducir el número de libertades de un grupo enemigo y capturarlo. Muchos grupos de piedras aparentemente seguros pueden ser capturados con esta técnica. Conocido como "snapback" en España.
- Wariuchi - Jugada hecha en la tercera línea en medio de dos posiciones enemigas con la posibilidad de hacer una extensión de dos puntos hacia cualquiera de los dos lados.
- Watari - Jugada que se hace en la primera o segunda línea para conectar dos grupos.
- Yose - Etapa final de la partida, cuando han terminado las escaramuzas de ataque y defensa de grupos y solo resta cerrar los territorios.
- Yosu Miru - Es una jugada astuta, de prueba, para evaluar la capacidad de respuesta del rival.

Otros nombres que hacen referencia al go:
- Shudan: "Lenguaje de mano". Representa al GO como un diálogo sin palabras
- Kido: “La vía del GO”
- Za-ín: “Ermitaño sentado”. Hace referencia a una antigua leyenda China relativa al GO.
- Ran-Ka:”Hacha rota”. Se refiera a otra antigua leyenda.
- U-ro: “Ciervo y garza”. Hace referencia al color blanco y negro de las piedras.
- Ho-en: “Cuadrado y círculo”. En referencia al tablero y las piedras, respectivamente.

## Célebres jugadores de go
- Dosaku (1645-1702) 本因坊道策 El mejor jugador del periodo Edo. 4.º líder de la casa Honinbo. Revolucionó el análisis posicional desarrollando la técnica del tewari.[164]
- Huang Longshi (1662-1723) 黃龍士 Considerado en China el mejor jugador de su época.
- Shusaku Honinbo (1829-1862) 本因坊秀策 (n. Kuwabara Torajirō 桑原虎次郎) El mejor jugador del siglo XIX - la "edad de oro" del go.
- Shuei (1854-1907) 本因坊秀栄 17.º y 19.º líder de la casa Honinbo. Muy activo e innovador en la década de 1890.
- Shusai (1874-1940) 本因坊秀哉 (n. Yasuhisa Tamura 田村保寿) El último receptor del título "Honinbo", y fundador del Nihon-Kiin.
- Wu Qingyuan (1914-2014) 呉清源 (Go Seigen en japonés), considerado el mejor jugador del siglo XX.
- Kitani Minoru (1909-1975) 木谷 実 Gran amigo y rival de Wu Qingyuan. Wu y Kitani fueron la vanguardia del Shin-fuseki o "Nueva Apertura", un gran avance en la teoría del go.
- Sakata Eio (n. 1920) 坂田 栄男 "Razor Sakata", el "Maestro del myoushu" (movimiento brillante) antiguo ganador de más títulos de campeonato con 64.
- Lin Haifeng (n. 1942) 林海峰 (Rin Kaiho en japonés). Uno de los mejores jugadores de go. Discípulo de Wu Qingyuan.
- Kato Masao (n. 1947) 加藤 正夫 Apodado "The killer". Maestro de la técnica de Ataque.
- Yoda Norimoto (n. 1966) 依田 紀基.
- Ishida Yoshio (n. 1948) 石田 芳夫 Ganador más joven del Honinbo y uno de los mejores jugadores de los 70. Comentarista televisivo.
- Takemiya Masaki (n. 1951) 武宮正樹 Famoso por su 'Técnica Cósmica', enfocada al centro del tablero en lugar de los extremos.
- Kobayashi Koichi (n. 1952) 小林光一 Tercer ganador de más títulos de campeonato con 55.
- Cho Hunhyun (n. 1953) (조훈현; 曺薰鉉)
- Cho Chihun (n. 1956) (조치훈; 趙治勳 Cho Chikun en japonés) Entre los mejores jugadores de go del siglo XX. Adelantó a Sakata a finales del 2002 como el ganador de más títulos de campeonato con 66.
- Wáng Lìchéng (n. 1958) 王 立誠 (O Rissei en japonés)
- Rui Naiwei (n. 1963) 芮乃偉 (Simplificado:芮乃伟) Primera mujer en alcanzar el 9.º dan y la única mujer ganadora de un torneo internacional de go.
- Michael Redmond (n. 1963) Primer no-asiático en alcanzar el 9.º dan. Comentarista televisivo.
- Yoo Changhyuk (n. 1966) (유창혁; 劉昌赫)
- Lee Chang-ho (n. 1975) (이창호; 李昌鎬) Apodado "Budha de piedra". Su maestría en el yose hizo que aumentara la importancia concedida a esta fase del juego.[165]
- Yamashita Keigo (n. 1978) 山下敬吾.
- Zhang Xu (n. 1980) 張栩 (Simplificado:张栩; Cho U en japonés)
- Lee Sedol (n. 1983) (이세돌; 李世乭) también figura como Yi Se-tol. En 2003 se convirtió en el profesional de 9.º dan más joven de la historia. Se le considera uno de los mejores jugadores del mundo.